# أسرار إيزيس
أسرار إيزيس (بالإنجليزية: The mysteries of Isis)‏ هي شعائر استسرار دينية كانت تُؤدَّى بقصد الانضمام إلى نِحْلةِ الإلهة الأُم إيزيس في العالم اليوناني الروماني. وقد نُسِجَت على منوال الشعائر الباطنية الأخرى، ولا سِيَّمَا الأسرار الإليوسيَّة التي وُضِعَت على شرفِ الإلهتين الإغريقيَّتينِ: «ديميتر»، وابنتها «بيرسيفون». وكان بدء نُشُوء أسرار إيزيس في وقتٍ ما بين القرن الثالث قبل الميلاد والقرن الثاني الميلادي. وفضلًا عن كون أسرار إيزيس ذات أصول هلنستيَّةٍ، إلَّا أنَّها تُلمِّحُ إلى اشتمالها على مُعتقداتٍ من الديانة المصرية القديمة، وهي الديانة التي نشأت ضمنها نِحْلة إيزيس، وربَّما تكون أيضًا قد ضمَّت إليها بعض جوانب الشعائر المصريَّة. ومع أنَّه من المعروف أنَّ الشعائر الباطنية أو الغامضة كانت تُؤدَّى أو تُمارَس فقط في بعض المناطق المحددة، إلَّا أنَّ إيزيس كانت تُعبد على امتداد العالم اليوناني الروماني. وفي المناطق التي كانت تُمارَس فيها هذه الأسرار، كانت تعمل على تعزيز التزام المُريدين بعبادة إيزيس، غير أنَّهم لم يكونوا مُطالَبين بعبادتها بشكل حصريٍّ، وربَّما كان من بينهم مَن قد ارتقى في التسلسل الهرمي للعبادة بخضوعه لشعائر التربية الروحية. ويُعتقد أنَّ الشعائرَ تضمن أنَّ روح المُربَّى روحيًا، وبعون الإلهة، سيُكمِلُ حياته بعد موته في عالمٍ لا يجد فيه إلَّا النعيم والهناء.
تشير نصوص عديدة تعود إلى زمن الإمبراطوريَّة الرومانية إلى أسرار إيزيس، لكنَّ المصدر الوحيد الذي وصفها هو عمل خياليٌّ روائيٌّ اسمه «التَّحوُّلات» أو «الحمار الذهبي» ألَّفه «لوكيوس أبوليوس» في القرن الثاني الميلادي. وذُكِرَ في الرِّواية بأنَّ المُربَّى روحيًا يخضع لتطهير شعائري مُسهبٍ قبل نزوله إلى أقصى جُزءٍ من معبد إيزيس، حيث يختبر موتًا رمزيًّا وولادة جديدة ويحوز تجربة دينيَّة مُكثَّفة بشهوده تجلِّيًا للآلهة.
وقد وُجِدَ أنَّ بعضَ جوانب أسرار إيزيس وغيرها من العبادات الباطنية الأُخرى، خاصَّةً تلك التي لها صِلة بالحياة الآخرة، تتشابه مع عناصر مهمة في العقيدة المسيحية، ويبدو أنَّ مسألة «تأثير الأسرار في المسيحية» خِلافيَّة، وأنَّ البراهين عليها يُجانبها الوضوح؛ إذ رجَّح بعض العُلماء المعاصرين حدوث هذا التَّشابُه إلى خلفيَّةٍ ثقافيَّةٍ مُشتركةٍ عِوضًا عن مسألةِ التأثيرِ المُباشرِ. وعلى النقيض من ذلك، فإن رواية أبوليوس كان لها وقْعٌ وتأثير مُباشر في العصر الحديث. فمن خلال وصفه الأسرارَ في روايته، نرى بأنَّ أسرار إيزيس قد أثَّرت على العديد من الأعمال الأدبيَّة والمُنظَّمات الأخويَّة الحديثة، عِلاوة على الاعتقاد السائد باعتماد المصريين القدماء نظامًا مُفصَّلًا للتربية الروحية.

## الأصول

### الأسرار اليونانية والمصرية

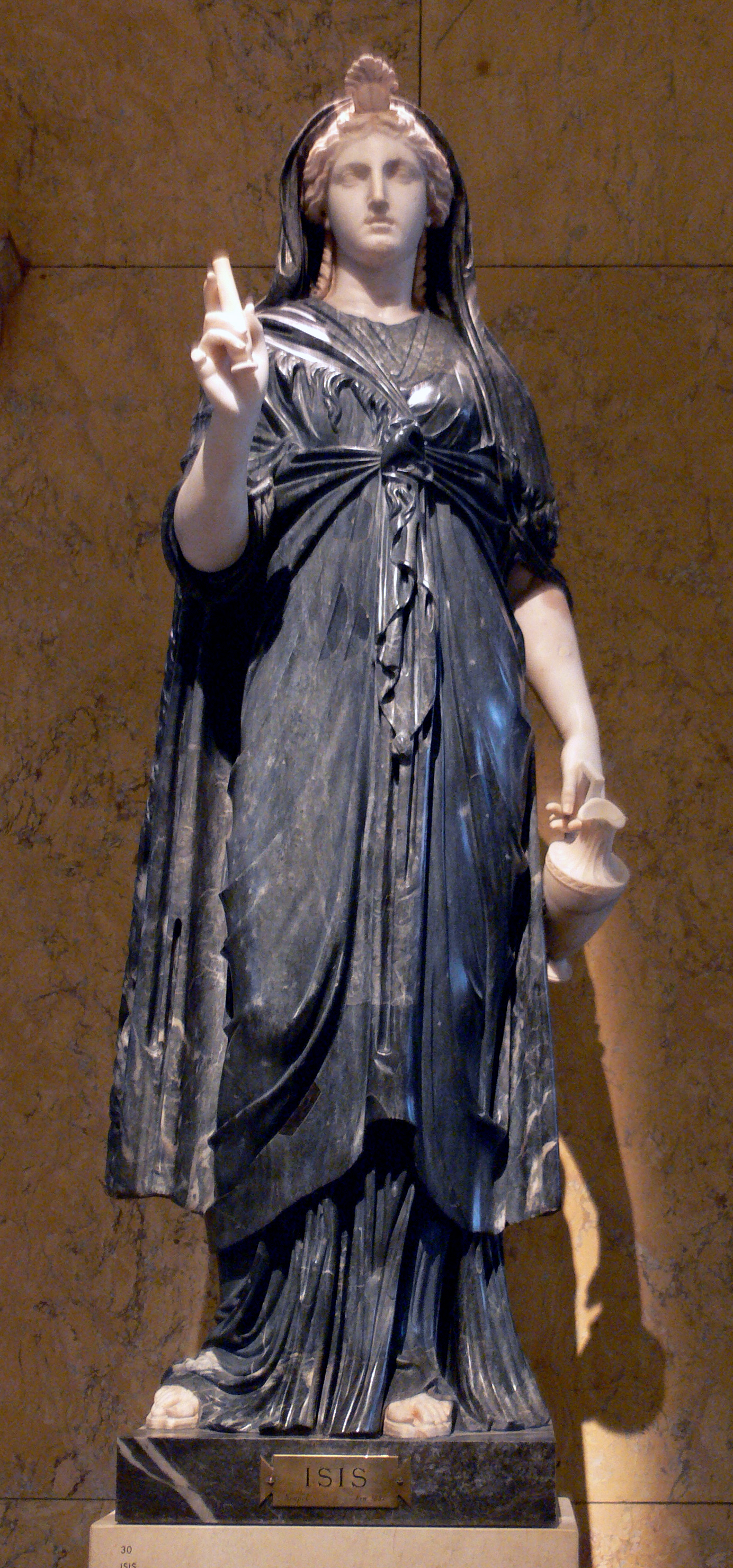
تمثال روماني لإيزيس من القرن الثاني الميلادي.

كانتِ الأسرار اليونانيَّة الرومانيَّة شعائر تربية روحية يكتنفها الغموضُ، ولم تكُن تُفرضُ فرضًا، بل كانت تُقصَدُ طوعًا. وكانت وقْفًا على إلهٍ بِعينِهِ أو مجموعةٍ مِنَ الآلِهةِ، وقصدت إلى استخدام ضروب مختلفة من التجارب ذات الوقع الثقيل، مثل أنْ يقطعَ ضوءٌ ساطِعٌ ظُلمةً ليليَّةً دامسةً، أو موسيقى صاخبة أو ضجيجًا، والقصد من هذه الوسائل هو أنْ تُحدِثَ حالة من التوهان وخلقَ تجربة روحيَّة عميقة التأثير عند المُربَّى روحيًا. وإنَّ بعض هذه الأسرارَ يشتمل على رموزٍ [الإنجليزية] لا يُدركُ معناها إلَّا بعد نظر وتفكر. ولم يكن مسموحًا للمُتربين روحيًا الحديث عمَّا مرُّوا به [الإنجليزية] ولا إفشاء أسرارَ ما اختبروه، الأمر الذي جعل الفهم الحديث لهذه الشعائر مُقيَّدًا بهذا التكتم. وكانت أكثر الأسرارِ شهرةً في العالم اليوناني هي شعائر التربية الروحية الإليوسية التي هي وقفٌ على الإلهة ديميتر، والتي أُجريت في إلفسينا بالقرب من أثينا، من القرن السادس قبل الميلاد، على الأقل، حتى نهاية القرن الرابع الميلادي.
وكان مدارُ الأسرار الإليوسية، ومحلُّ انشغالها هو سرديَّة بحث الإلهة ديميتر عن ابنتها بيرسفون، رَبَّة الحُبُوب والعالم السُّفليّ. ويُذكر أنَّ مَن يُلقَّنُونَ هذه الأسرار يدلفون، بدايةً، إلى داخل مذبح، وهو مكان رحب مُظلم أشبه بالقاعة يُدعى «تلسيتريون [الإنجليزية]»، فيتعرضون لمشاهد تبعث الرعب في نفوسهم قبل أنْ يشرعوا بالدخول إلى حُجرة أخرى تتوهج بريقًا بفعل النار. وعند هذا الحدِّ، يرفع الكاهن الذي يُدعى «هيرفنت»(أ)، المُشرف على سير المراسم، صوته بإعلانٍ ذي دلالة مُعمَّاة قد يكون يُلمِّح فيه إلى حدوث ولادة الإله بلوتوس، ويُرِي أيضًا أمورًا تُمثِّلُ سُلطة الإلهة ديميتر على الخُصوبةِ، كأنْ يُريهم حُزمة من القمح.
وجريًا على ما سبق، فقد كان للإله ديونيسوس «أسرار» اِتَّفق أنْ تُقامَ في أماكنَ مُختلفة بموطن اليونانيين. وكان المُنخرطون فيها يحتسون المُسكرات، ويؤدون الرقصات في اِحتفالات عربيدة تُقام ليلًا. واتَّفق أنْ يكون للاحتفالات الديونيسيَّة صِلة تربطها، من عدة جوانب، بالدِّيانة الأورفيَّة، وهي مجموعة من المُعتقدات الرُّوحيَّة التي تُسلِّط الضوء على ماهيَّة الحياة الآخرة.
كانت إيزيس، من حيث الأصل، إلهة في الدين المصري القديم. ولم يكن في هذا الدين أسرارٌ على الطِّراز اليوناني، ولكنه تضمن عناصر تشبه ما في الأسرار اليونانية اللاحقة. ولقد كابد الفراعنة مشاق التكريس بخضوعهم لمراسم التتويج، حيث كان يُعتقد أنَّ ذلك سيمكِّنهم من نوال صِلة مُباشرة بالآلهة. وقد يكون الكهنة قد خضعوا أيضًا لمراسم تكريس من نوع ما، مرتبطة بالمعرفة الدينية المتخصصة أو بالتدريب المطلوب الذي سيعدهم لشغل المنصب الذي يتطلعون إليه. وقد تضمَّنت النصوص الجنائزية المصرية القديمة معلومات عن دوات، أو العالم السفلي، ووصفت هذه المعرفة بأنها سرية للغاية، حيث اِعتُقِد بأنها تسمح لأرواح الموتى بالوصول إلى حياة سارة بعد الموت. واقترح بعض علماء المصريات، مِثل يان آسمان [الإنجليزية]، أن بعض النصوص الجنائزية قد استخدمت أيضًا في شعائر التكريس الكهنوتي. ويرى آسمان بأن «الاِستنساب للمعابد والطوائف الدينية المصريَّة من المتوقع أن يَسبِقَ شعائر الاِستنساب النهائية لأسرار العالم السفلي.»، بينما وقف علماء آخرون بالضد من فكرة أنَّ المصريين قد استخدموا النصوص الجنائزية في أثناء الشعائر.
كانت إتاحة الفرصة أمام السواد الأعظم للخضوعَ لشعائر التربية الروحية من أهمِّ عناصر الأسرار اليونانية التي لم تتوفر عليها الأسرار المصرية. وكان منشأ هذا التفاوت يرجع إلى استئثار عِلية القوم، وهم هنا الكهنة، بإجراء أشد الشعائر قداسة في سَكْتٍ في المعابد، مبتعدين بذلك عن تطفل العامَّة، وبذلك فلم يبق أمام مَن ليس لديهم أي انتماء طبقي من فرصة سانحة إلَّا الأعياد الاحتفالية للمُشاركة في المراسم العامَّة. وكان البعض من هذه التجمعات الاحتفالية أو الأعياد يُعيدُ تمثيل أحداثٍ ذُكِرَت في الميثولوجيا المِصريَّة، وخاصَّةً، عيد كيهك الذي يُقام على شرف الإله أوزوريس (إله الحياة الآخرة وزوج إيزيس الأسطوري)، فكان يُعاد تمثيل موت أوزوريس الأسطوري؛ كيف قُطِّعَت أوصاله، وكيف أُعيد إحياؤه مجددا، كل ذلك كان يُؤدى على أعين الناس. وقد دعا أصحاب صنعة التأليف من اليونان هذه الشعائر المصرية باسم «الأسرار أو عبادة الأسرارِ». ويُعزى إلى هيرودوت (مؤرخ يوناني من القرن الخامس ق.م) أنَّه كان أوَّل مَن استخدم هذا المصطلح. وقد استعمل هيرودوت هذا المصطلح ليصف به عيد كيهك؛ لأنَّه ذهب إلى تشبيه هذا العيد بالعيد الخاص بالأسرار الديونيسيَّة الذي كان مألوفًا لديه، ولأنَّ كليهما أُقيما ليلًا، وتضمنا أسطورة تصف تقطيع أوصال الإله الخاص بهما. وذهب هيرودوت أيضًا إلى القول بأنَّ عبادة ديونيسوس قد تأثَّرت بعبادة أوزوريس المصرية.
كان الكتاب اليونانيون الذين أتوا بعد هيرودوت ينظرون إلى مصر، وكهنتها على أنهم مصدر كل الحكمة الباطنيَّة. وقد زعموا أنَّ العديد من عناصر الفلسفة والثقافة اليونانية، بما في ذلك شعائرهم الباطنية، أتت من مصر. ويرى كلٌّ من العالم الكلاسيكي والتر بوركيرت وعالم المصريات فرانشيسكو تيرادريتي بأنَّ هذه المزاعم تتوفر على جانب من الحقيقة؛ لأنَّ أقدم الأسرار اليونانية في القرنين السابع والسادس قبل الميلاد قد تطورت في الوقت نفسه الذي كانت فيه اليونان في طور تثاقف مع الثقافة المصرية. وبالتالي، قد تكون صور الحياة الآخرة الموجودة في تلك الأسرار قد تأثرت بتلك الموجودة في معتقدات الحياة الآخرة المصرية.

### انتشار عبادة إيزيس

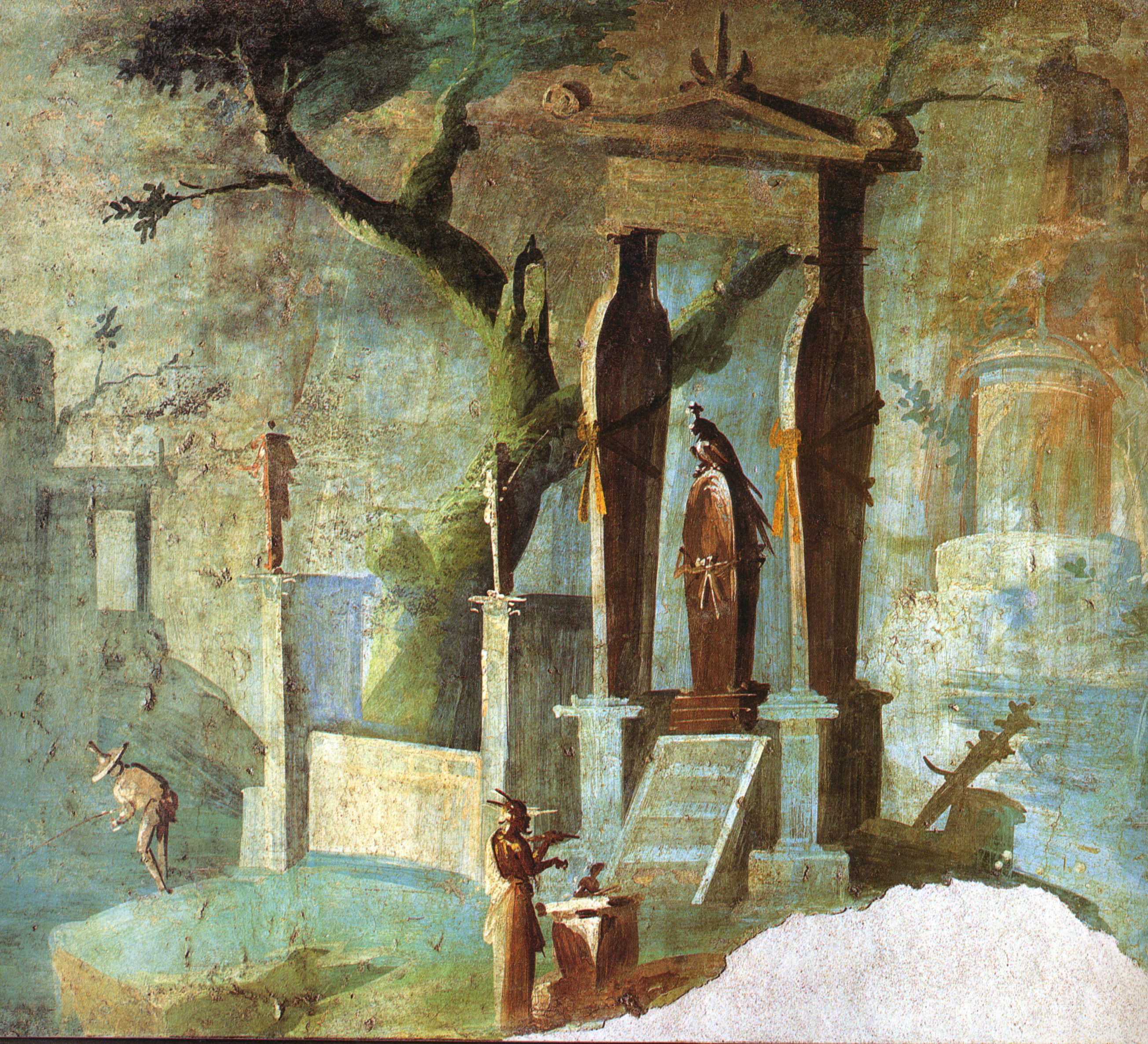
حفل عبادة ناووس أوزوريس، مصور في لوحة جدارية في معبد إيزيس في بومبي من القرن الأول الميلادي. كانت وفاة أوزوريس فكرة بارزة في عبادة إيزيس. قد يشير ظهور الناووس الحجري هنا إلى التركيز على أوزوريس والحياة الآخرة الموجودة في الأسرار المخصصة لإيزيس.

تنتمي إيزيس إلى مجموعةٍ من الآلهةِ غير اليونانية التي تجاوزت عبادتها(ث) دائرتها المحلِّيَّة لتمتد خارجها ولتُصبح، في الفترة الهلنستية (323-30 ق. م)، جزءًا من الديانة اليونانية ثم الرومانية. حدث ذلك عندما أخذ الشعب اليوناني وثقافته بالتمدد نحو الأراضي الواقعة على الجانب الآخر من البحر الأبيض المتوسط، وهي الأراضي نفسها التي غزتها فيما بعد الجمهورية الرومانية. وقد حدث خلال هيمنة التقاليد الإغريقية/الرومانية أن ذهبت بعض هذه العبادات، ومن ضمنها عبادة إيزيس، نحو عملية ترقية وتطوير لشعائرها الباطنية. وقد تضمنت عبادة إيزيس الكثير من الفعاليات الظاهرة حتَّى؛ لأنَّها فاقت ما انطوت عليه من شعائر مستورة، ومن أمثلتها: تقديس التماثيل التي ترمز إليها والموضوعة داخل معابدها، أو المهرجانات التي تُجرى في الخلاء، مثل: «مَرْكَب إيزيس». ومع ذلك، فإنَّ العلماء يرون بأنَّ الأسرارَ كانت من أكثر السمات المميزة لعبادتها.
كان السبب الذي دعا عبادة (نِحْلة) إيزيس لابتداع أسرارها هو شيوع دعوة تزعم أنَّ المساريَّة أو عبادات الأسرار اليونانية قد نشأت أو تأصَّلت في مصر مع عبادة إيزيس وأوزوريس. وقد عبَّر أستاذ الكلاسيكيات «ڤيرسلويس(ب)» عن ذلك بقوله: «إنَّ صورة مصر بوصفها قديمة ومتدينة كانت حاضرة بقوة في وجدان اليونانيين، فلم يكونوا ليتصورا إيزيس إلَّا بوصفها إلهة سرَّانيَّة». وأنَّه يُحتمل أنَّ طالبي إيزيس قد عدَّلوا على الشعائر المصرية؛ لكي تتناسب مع صيغة الأسرار الإليوسيَّة، أو أدمجوا عناصر من أسرار ديونيسوس معها أيضًا. وما كان ذلك إلَّا بقصد أن يضفوا على الأسرار اليونانية نوعًا من الأصالة، ولتكتسب -الأسرار- مصداقية في عيون اليونانيين. وفي نهاية المطاف، زعمت العديد من المصادر اليونانية الرومانية أن إيزيس نفسها هي مَن اِبتدعت هذه الشعائر.
يختلف أهل الاختصاص حول ما إذا كانت الأسرار قد نشأت قبل زمن الإمبراطورية الرومانية؛ ذلك لأنَّ الأدلة عليها من الفترة الهلنستية لا تُعين على التعيين الدقيق. بيد أنَّها -الأسرار- يمكن أن تكون قد ظهرت في أوائل القرن الثالث قبل الميلاد بعد أن سيطرت سلالة البطالمة اليونانية على مصر. وذلك حين أخذ البطالمة بالدعوة إلى عبادة الإله سيرابيس، الذي ضُمَّت إليه سمات كل من: أوزوريس والآلهة اليونانية مثل ديونيسوس، وإله العالم السفلي بلوتو. وقد دُمِجت عبادة إيزيس مع عبادة سيرابيس. وامتدادًا لذلك، فقد جرت إعادة قراءة شخصية إيزيس لكي تتشابه مع الإلهات الإغريقيات، وخصوصًا ديميتر، على أنَّها لم تفقد جميع ما يميزها من خصائص مصرية. ولربما تكون أسرار إيزيس، وعلى غرار أسرار ديميتر التي وضعت على شرفها في إليوسيس، قد وضعت في نفس هذا الوقت. ووفقًا للمؤرخ اليوناني بلوتارخ والمؤرخ الروماني تاسيتوس، أنَّ رجلًا يُدعى تيموثاوس، وهو عضو في عائلة يومولبيد [الإنجليزية] التي كانت تُشرِفُ على الأسرار الإليوسيَّة، كان له دورٌ مُساعدٌ في ترسيخ نظرة لسيرابيس بوصفه إلهًا راعيًا في بلاط البطالمة. ويقترح الخبير الكلاسيكي خايمي ألفار أن تيموثيوس كان بإمكانه إدخال عناصر من الأسرار الإليوسية في عبادة إيزيس في الوقت ذاته. والاحتمال الآخر هو أنَّ الأسرار قد ظهرت في اليونان نفسها في وقت ما بعد أن تأسست عبادة إيزيس فيها، واتصلت مباشرة بشعائر ديميتر في إليوسيس.

### الأدلة المادية المُجزَّأة

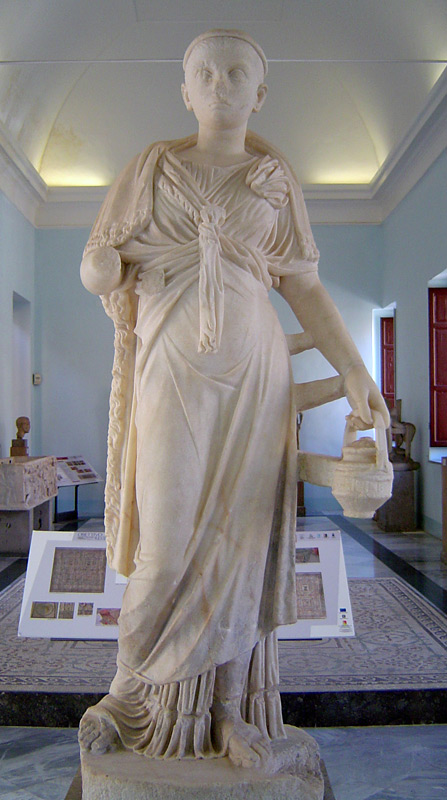
كاهنة إيزيس تحمل «سيتولا» (وعاء شبيه بشكل الجرة من البرونز) أو «كِيسْتَا» (ما يشبه السلة وهي لغرض شعائري)، القرن الثاني الميلادي.

إنَّ الأدلة والإثباتات التي تدعم وتعزز وجود أسرار إيزيس مُتفرقة هنا وهناك، ومع ذلك فإنه يمكن استخلاص وجمع بعض المعلومات من عدة مصادر قد أشارت إلى الأسرار بشكل عابر، وتتضمن هذه المصادر النقوش والنصوص الأدبيَّة. أحد الأدلة (نقش) المبكرة المحتملة هو لوح تذكاري في مدينة سالونيك من أواخر القرن الثاني قبل الميلاد يربط أوزوريس بشعائرٍ باطنية. وتأتي أدلة أخرى على عبادة إيزيس في اليونان من السير، وهي نصوص تُمجد وتمدح الإلهة. تتحدث هذه السير الفاضلة، والتي هي من مارونيا وأندروس، وتعود إلى القرن الأول قبل الميلاد، بأن إيزيس منحت كتابات مقدسة أو باطنيَّة للمُسارَرِين. ترى الكاتبة الكلاسيكية بيترا باكانين أن هذه الأدلة تثبت أن أسرار إيزيس كانت موجودة وقتئذ، ولكن يان إن بريمر [الإنجليزية] يجادل بأنها تربط بين إيزيس والأسرار الإليوسيَّة لا غير، وليس بشعائر مميزة خاصة بها. وقد أشار الشاعر الروماني ألبيوس تيبولوس، القرن الأول قبل الميلاد، إلى نذور إيزيس التي أخذتها عشيقته على نفسها، ديليا، وبذلك فقد تكون عشيقته داخلة في الأسرار.
لوحظ أنَّ نقوشًا من القرن الثاني الميلادي كانت تتضمن ألفاظًا خاصة بها، مثل اللقب (أورجا [الإنجليزية]، وهي شعائر احتفالية تقام على شرف باخوس)، تُشير بها إلى أنَّ أسرار إيزيس كانت تُمارس في الأماكن التي عُثر فيها على هذه النقوش، وهي روما وبرينديزي الإيطاليتان، وكنشري اليونانية، وتراليس وساموس في آسيا الصغرى. أما بريمر فهو يرى بأن مثل هذه النقوش موجودة فقط في إيطاليا وشرق البحر الأبيض المتوسط، وأن الأسرار كانت تمارس فقط في تلك المناطق، ولكن عُثِر على معابد إيزيس في كل مقاطعة من مقاطعات الإمبراطورية. ولم يكن في مصر نفسها سوى نصين معروفين، كلاهما من البرديات من أوكسيرينخوس، قد يلمحان إلى أسرار إيزيس.
وقد ورد ذِكرٌ لكاهنٍ مُكرَّس لإيزيس على نقش عُثِرَ عليه في قرية «بروسا» في منطقة «بيثينيا» يقال له «مَنَكَتْس» كانت وظيفته، بحسب النقش، تجهيز وإعداد أسِرَّةٍ تحظى بخصوصية جعلتها «مُحرَّمة على عامة الناس أو غير المُلقَّنين». ولأنها كذلك، فقد يمكن أن تكون لها علاقة، بنحو أو آخر، بأسرار إيزيس. ولربما كانت لها وظائف شعائرية أخرى؛ لأنَّ «بركرت» رأى أنَّ هذه الأسِرَّة كان لها صلة بنوع من أنواع شعائر الزواج المُرتبطة بإيزيس وأوزريس.
قد تشير بعض التمثيلات المجازية والأيقونات والتماثيل الموجودة في الفن إلى أسرار إيزيس. فقد استعملت «السيستا [الإنجليزية]» في عبادة إيزيس، وهو نوع من السلال التي تخزن فيها المُتعلقات الشعائرية في العديد من النِّحَل اليونانية السرية. يرى ريتشارد فيمييرز، وهو عالم كلاسيكيات، أنَّ صور المريدين لإيزيس، وهم يحملون السِّلال (السيستا) تشير إلى أنهم كانوا ذوو تربية روحية (مُلقنين). وغالبًا ما كان يُصوَّر المُريدين لإيزيس وهم يرتدون عباءة مع عقدة كبيرة في الصدر، مستعارة من أيقونية إيزيس نفسها، وتشير مؤرخة الفن «إليزابيث والترز» إلى أنَّ هذا الرداء هو علامة على أن المُريد كان مُربًّى روحيًا (مُلقنًا). وتحتوي مقبرة تيغران في كوم الشقافة، بالقرب من الإسكندرية، على لوحة لرجل يحمل أغصان نخيل، فسرتها مؤرخة الفن «مارجوري فينيت» على أنَّها صورة لمُلقَّنٍ جديد قد تخرج لتوه من تلقي الشعائر.
كانت عمارة المعابد الهلنستية والرومانية المُكرسة لإيزيس تختلف عن بعضها البعض اختلافًا كبيرًا. وكان أسفل المعابد هذه حُجرات تقع في جوف الأرض يُظنُّ أنَّها كانت المحل الذي أُجريت فيه أسرار إيزيس، غير أنَّ الأدلَّة على ذلك ظَنِّيَّة. وقد رأى عالم الآثار «ويليام ي. آدامز [الإنجليزية]» بأنَّ أطلالًا لضريح في قصر إبريم في المملكة الكوشية، التي تقع خارج الإمبراطورية الرومانية، ولكن بالقرب من حدود مصر الرومانية [الإنجليزية]، تشير إلى أنَّ أسرار إيزيس كانت تمارس هناك بالفعل.

### الأسرار برواية أبوليوس

#### سياق الرواية ومصداقيته

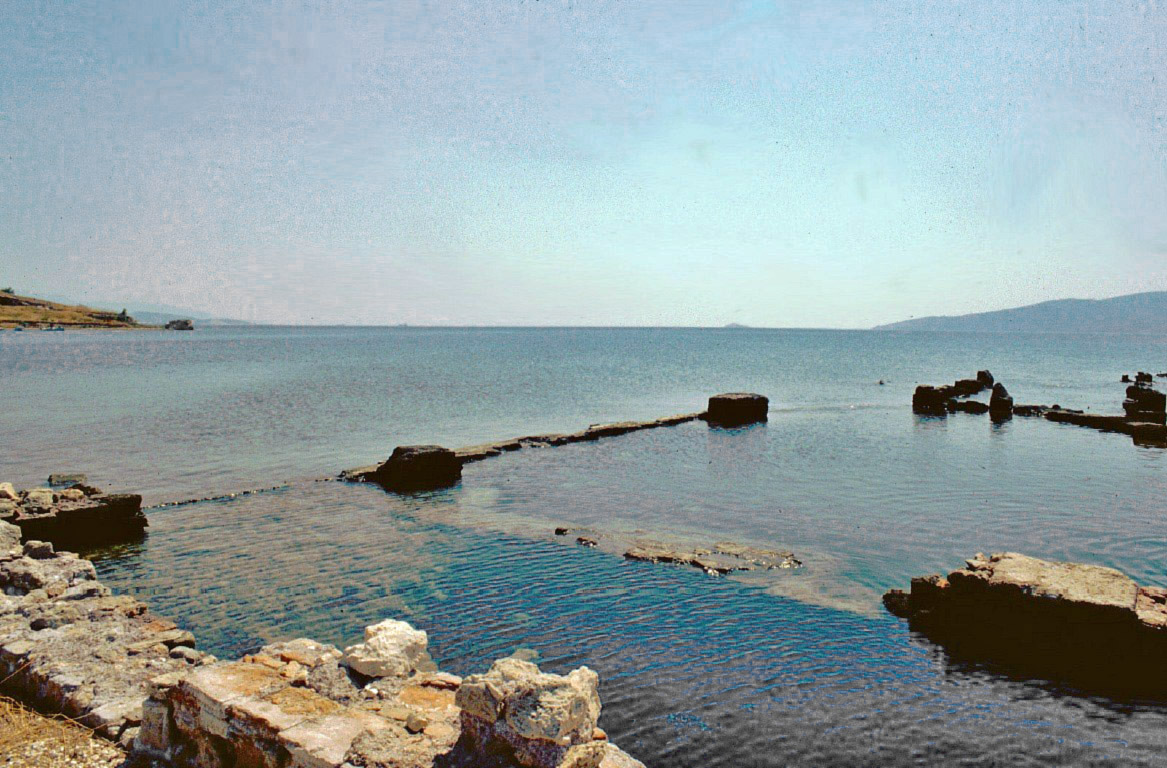
أطلالُ معبد إيزيس على الشاطئ في كخريس، كورنث، اليونان.

إنَّ المصدرَ الوحيد الذي أتى على وصف أسرار إيزيس وصفًا مُفصَّلًا ودقيقًا هو رواية قديمة من تأليف الكاتب والروائي الروماني «لوكيوس أبوليوس»، واسم الرواية هو «الحمارُ الذَّهبيُّ»، ويُقال لها أيضًا، «التَّحوُّلات» (باللاتينية: Metamorphōsēs)، وهي رواية يغلب عليها طابع الفكاهة، ويرجع تاريخها إلى أواخر القرن الثاني من الميلاد.
بطل الرواية هو لوسيوس، الرجل الذي تحول بطريقة سحرية إلى حمار. جاء في الكتاب الحادي عشر والأخير من الرواية، أنه يستيقظ، بعد أن نام على شاطئ في سينكريا في اليونان، لرؤية القمر وقد صار بدرًا. وهنا، أخذ يتضرع إلى إلهة القمر، مستخدمًا أسماء العديد من آلهة القمر المعروفات في العالم اليوناني الروماني، وراح يطلب منها أن تعيده إلى سيرته الأولى. فتظهر إيزيس في رؤية أمام لوسيوس، وتعلن نفسها بوصفها الأعظم من بين الآلهة الأُخر طُرًّا. وأخبرته أن مهرجانًا على شرفها يُقال له «مركب إيزيس» يقام في مكان قريب، وأن موكب المهرجان يحمل معه أكاليل من الورد التي ستعيد شكله البشري إذا أكلها. وبعد أن أصبح لوسيوس إنسانًا من جديد، أعلن الكاهن الأكبر في المهرجان أن الإلهة أنقذت لوسيوس من محنته، وأنه سيكون الآن خاليًا من حب الاستطلاع والانغماس في الذات الذي جذب إليه العديد من المصائب التي مر بها. وأخيرًا، انضم لوسيوس إلى المعبد المحلي لإيزيس، وأصبح من أتباعه المخلصين، وفي النهاية خضع لشعائر التربية الروحية.
إنَّ التزام لوسيوس الديني الجِدِّي، حسب الظاهر، بالنِّحْلة الإيزيسيَّة في هذا الكِتاب، يقف في موقف التضاد الصارخ مع الشَّدائدِ الهَزَلِيَّةِ التي تُشكِّل محور الرِّواية. وبناء على ذلك، فقد اختلف الباحثون حول ما إذا كان المقصود من الرواية أنْ تُمثل بجدية ولاء لوسيوس للإلهة، أو ما إذا كانت خلاف ما تبدو عليه لوجود السخرية والفكاهة فيها، أو وربما تكون انتقادًا لاذعًا لعبادة إيزيس. وقد استند، الذين رأوا أنَّها تُعبر عن نقد أو مفارقة ساخرة، إلى موقف يظهر فيه لوسيوس، وهو يُساق سوقًا للخضوع لعدة إدخالات دينية كُلٌّ منها يتطلب دفع رسوم، وهو أمر تزامن مع حالة الفقر المدقع التي كان لوسيوس عليها، فمثل هذا الموضوع مفارقة ساخرة. ومع ذلك، فقد افترض العديد من الباحثين، الذين حاولوا تحليل الأسرار الموجودة في الكتاب، أنها مُهمَّة وجدية، وتفاصيلها دقيقة بشكل عام، ولا ضير في أن يكون الكتاب قد احتوى المفارقة الساخرة. إن وصف أبوليوس لنِحلة إيزيس وأسرارها يتناسب عمومًا مع الكثير من الأدلة الخارجية عنها. إذ رأى الكلاسيكي ستيفن هاريسون إن الرواية تَعرض «معرفة تفصيليَّة بالنِّحلة المصريَّة، بغض النظر هل كان أبوليوس نفسه في الواقع تلقى أسرار إيزيس أم لا». وفي عمل آخر من أعماله، اسمه الدفاع أو الأبولوجيا، يدعي أبوليوس أنه خضع لعدة تنشآت روحية، إلَّا أنه لا يذكر أسرار إيزيس على وجه الدقة. وفي كتابته «الحمار الذهبي»، ربما يكون قد اعتمد على تجربة شخصية لتلقي أسرار إيزيس، أو من التلقينات الأخرى التي خضع لها. ومع ذلك، قد يكون الوصف التفصيلي الوارد في الرواية مثاليا عِوضًا من أن يكون دقيقا تمامًا، وربما تضمنت نِحل إيزيس العديد من أنواع الشعائر الباطنية. وقد ذكرت الرواية ثلاث شعائر للتنشئة الروحية متميزة في مدينتين، بيد أن الأول منها فقط موصوف بتفصيل دقيق.

##### الشعائر
ذكرت روايةُ «الحمارِ الذهبي» أنَّ طقوسَ التلقينِ كانت تُجرى بممارسةِ عرضٍ شعائري لموتِ وخلاصِ المُريدِ الذي أُنعِمَ عليه بالرضا والقبول. وكانت إيزيس نفسها هي مَن تختار المُريد، والساعة التي ستُنعِمُ بها عليه بتلقي أسرارها. لذلك نلاحظُ في الرواية أنَّ لوسيوس يبدأ بتهيئة نفسه لتلقي الأسرار مُباشرة بعد أن رأى إيزيس في الرُّؤيا. وقد حظي ما ذكرته الرواية، من أنَّ إيزيس توجه مُريديها مُباشرة، بتأييد باوسانياس، الكاتب الإغريقي المُعاصر لأبوليوس، إذ قال إنَّه لم يكن يُسمح لأحدٍ بالانخراطِ في المهرجانات المُقامة على شرف إيزيس في ضريحها الكائن في تيثوريا إلَّا بدعوة مُباشرة من الإلهة في الرؤيا، وأيضًا، من خلال النقوش الكتابية التي يدعي كهنتها أنَّها دعتهم بها ليصيروا إلى خدمتها. وذكر أبوليوس، أيضًا، أنّ الإلهة هي مَن تُحدد الرسوم التي على المُريد المستعد للاستنساب أن يدفعها للمعبد؛ لكي يخضع لمُمارسة الشعائر.
كان الكهنة يقرؤون، في أثناء تنسيب لوسيوس، الإجراءات الشعائرية الخاصة باستنسابه من كتاب للشعائر محفوظ في المعبد. وكان على الكتاب شخصيات مبهمة، بعضها أشكال حيوانية، في حين أن البعض الآخر عبارة عن زخارف ورموز مجردة. وكان استخدام الكتاب لأغراض الشعائر أكثر شيوعا في الدين المصري منه في التقاليد اليونانية أو الرومانية، وغالبا ما يعتقد أن الشخصيات في هذا الكتاب هي هيروغليفية أو هرطيقية، والتي في نظر المصلين اليونانيين والرومان أنها تؤكد الخلفية المصرية للشعائر، وتخلع عليها الجدية والتقدير. ويقترح ديفيد فرانكفورتر، الباحث في ديانات البحر الأبيض المتوسط القديمة، أن هذه الشخصيات والزخارف والنقوش على الكتاب تشبه الرموز السحرية المُطلسمة، والتي كانت شائعة الاستخدام في السحر اليوناني الروماني.
كان على لوسيوس أن يخضع لسلسلة من شعائر التطهير قبل أن يخوض في تنشئته الروحية المقصودة. فتبدأ الشعائر بأن يُغَسِّله الكاهن، ويسأل الآلهة أن تتجاوز عن سيئاته، ثمَّ يرشه بالماء. ويبدو أنَّ الاعتراف والتوبة عن خطايا الماضي يتناسب مع التركيز على العفة وغيرها من أشكال إنكار الذات الموجودة في العديد من المصادر الأخرى حول عبادة إيزيس. وبالتالي، يجب على لوسيوس أن يمتنع نهائيًّا عن تناول اللحوم وشرب النبيذ لمدة عشرة أيام كاملة، وبعد ذلك فقط يحق له أن يبدأ في تنشئته الروحية. كان الغسل أو الاستحمام التطهري ممارسة شائعة في العديد من الشعائر في جميع أنحاء العالم اليوناني الروماني. وكانت ذريعة المغفرة التي يقدمها الكهنة إلى المريد تستند إلى القسم الذي كانوا يؤدونه، والذي كانوا يصرحون فيه أنَّهم أصبحوا خلوًا من ارتكاب الإثم، ما يخلع عليهم شيء من القداسة والطهارة. ويبدو أن مصدر شعائر الرش بالماء والامتناع من بعض الأطعمة أتى من شعائر التطهير التي كان على الكهنة المصريين الخضوع لها قبل الانضمام إلى المعبد. وأخيرًا، وفي مساء اليوم العاشر، يتلقى لوسيوس مجموعة متنوعة من الهبات والهدايا غير المحددة من زملائه المريدين لإيزيس قبل أن يلبس رداءً من الكتان الطاهر، ويلج إلى أعمق جزء من المعبد.

وأمَّا ما أعقب الشعائر المذكورة آنفًا أعلاه، فيكتنفها الغموض والتكتم؛ إذ يقول لوسيوس بأنَّه من المتعذر على المُلقنين البوح بأي شيء تلقونه عبر الشعائر؛ لأنه غير مسموح بذلك البتة قبل أن يصف تجربته بمصطلحات مُبهمة. فيقول عن تجربته:
بلغت برزخ الموت، ووطئت عتبة بروسربينة، ثُمَّ عدتُ محمولًا عبر العناصر كلهم. ورأيت في أوج اشتداد الليل الشمسَ تستطع بضيائها المُتوهج. ومثلت أمام آلهة العالم السفليِّ (التي في الأسفل)، وآلهة العالم الأعلى (التي في الأعلى) وجهًا لوجهٍ. وقدَّمت لهم من كثب عبادتي وتبجيلي.

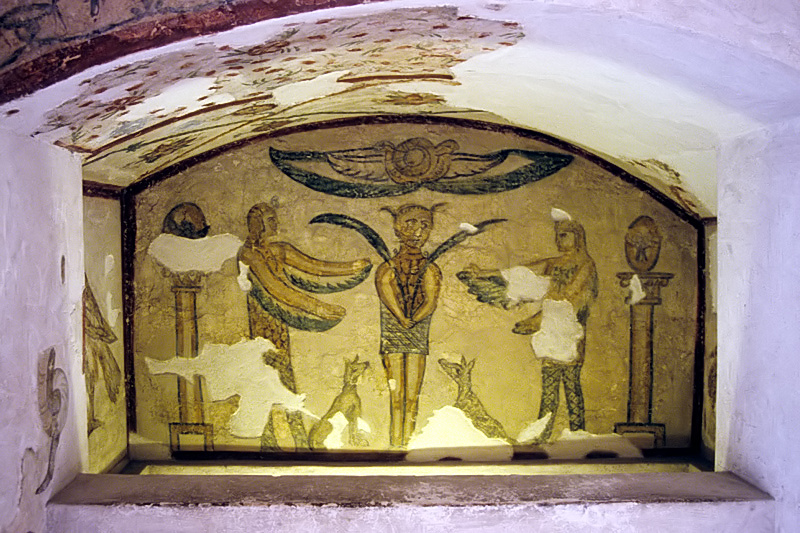
لوحة من قبر تيغران في سراديب الموتى في كوم الشقافة، تظهر رجلا يحمل أغصان النخيل، قد يكون من مريدي إيزيس.

في سلسلة من المفارقات، يسافر لوسيوس إلى العالم السفلي وإلى السماء، ويرى الشمس وسط الظلام، ويقترب من الآلهة. تكهن الكثير من الناس حول كيفية محاكاة الشعائر لهذه التجارب المستحيلة. ربما كانت «الشمس» المتوهجة التي يذكرها لوسيوس نارًا في ظلمة الليل، وهي ميزة معروفة بأنها كانت موجودة في ذروة الأسرار الإليوسية. ربما كانت الآلهة التي رآها وجها لوجه تماثيل أو لوحات جدارية للآلهة. يعتقد بعض العلماء أن التنشئة الروحية استلزمت أيضًا نوعًا من إعادة تمثيل أو الإشارة إلى موت أوزوريس، ولكن إذا حدث ذلك، فإن نص أبوليوس لا يذكره.
يخرج لوسيوس من هذه التجربة في الصباح، ويلبسه الكهنة طيلسانًا مطرزًا بإتقان. ثم يقف على منبرٍ وهو يحمل مشعلًا متقدًا وعُصِّب رأسه بإكليل مصنوع من السعف، تشبه أوراق السعف أشعة الشمس، وبعد ذلك أوقفوه منتصبًا كالتمثال. وهناك، يُزيح الكهنة الستائر للكشف عن لوسيوس لحشد من زملائه. وخلال الأيام الثلاثة التالية، راح لوسيوس يستمتع بسلسلة من الولائم والوجبات المقدسة مع زملائه، وإكمال شعائر تربيته الروحية.
وبعد أن انتهت شعائر الاستنساب، قفل لوسيوس راجعًا إلى روما، وانضم إلى معبد إيزيس الرئيسي، وهو معبد إيسيوم كامبينسي. وهنا، راحت الإلهة تستحثه بالرؤى التي ترسلها له بأن يخضع لاستنسابين آخرين، الأمر الذي كلفه المزيد من النفقات؛ مثل الاضطرار إلى شراء طيلسان آخر عوض القديم الذي تركه خلفه. أما تفاصيل هذين الاستنسابين، فلم يذكرها أبوليوس بالتفصيل كما فعل سابقًا. والاستنساب الثاني مُخصص لأوزيريس وهو مختلف عن الأول المُكرس لإيزيس. حيث يسميه أبوليوس "الأسرار الليلية للإله الأول طُرًّا" لكنه لا يعطي أي تفاصيل أخرى. وقد يكون الاستنساب الثالث مخصص لكل من إيزيس وأوزوريس. وكان قبل هذا الاستنساب، لدى لوسيوس رؤية يتحدث فيها أوزوريس نفسه إليه، مما يشير إلى أنه الشخصية المهيمنة في الشعائر. ويُذكر في نهاية الرواية أنَّ أوزوريس يجعل لوسيوس يشغل منصبًا رفيعًا في العبادة، وهو واثق من أن الإله سيضمن نجاحه المستقبلي في عمله كمدافع عن نحلته.

## المعنى والتفسيرات

### الآلهة والرمزية الدينية
ارتبطت معظم الشعائر السرانيَّة بالأساطير التي نُسجت حول الآلهة، وأخذت تُركِّز عليها، وزُعِمَ أنَّها تُلقِّنُ السالكين في التربية الروحية تفاصيل عن الأساطير التي لم تكن معروفة بصفة عامة. وقد أنتج العديد من الكتاب اليونانيين الرومان تفسيرات لاهوتية وفلسفية في سبيل استقراء ما تعنيه هذه الشعائر، حتى دفعت الأدلة الجزئية التي عثر عليها خلال السنوات الماضية العلماء المعاصرين لبذل العديد من المحاولات في فهم وتبين ما تعنيه الأسرار بالنسبة لمتلقيها. وقد رأى الكلاسيكي هيو بودين بأنه لا يوجد تفسير واحد موثوق للشعائر، وأن الرغبة في حسم أمر السر المفقود - وهو أمر، بمجرد تحديده بشكل صحيح، سوف يفسر ما كانت تدور حوله العبادة السرَّانيَّة- محكوم عليه بالفشل. ورأى بأن الجهد المبذول لمقابلة الآلهة مباشرة، والذي تجسد في ذروة استنساب لوسيوس في الحمار الذهبي، لهو أهم سمة من سمات الشعائر المميزة لها. على أنَّ فكرة مقابلة الآلهة وجها لوجه تتناقض مع المعتقدات اليونانية والرومانية الكلاسيكية، إذ يمكن أن تكون رؤية الآلهة، على الرغم من أنها قد تكون تجربة مذهلة، خطيرة بل وحتى مميتة. فعلى سبيل المثال، تذكر الأساطير اليونانية أن الشكل الحقيقي لزيوس قد أحرق المرأة الفانية سيميلي حين شهدته بنفسها. ومع ذلك، فإن لقاء لوسيوس مع الآلهة يتناسب مع النزعة الموجود في العديد من الجماعات الدينية في العصر الروماني، والتي تقول إنَّ لقاء الآلهة توثق العلاقة بين العباد والآلهة.
قد تشير "العناصر" التي يمر عبرها لوسيوس في أول تنشئته الروحية إلى العناصر الكلاسيكية: الأرض، والهواء، والماء، والنار، والتي كان يُعتقد أنَّها تُشكل العالم، أو إلى مناطق الكون. بيد أنَّ عالم الدراسات الدينية، بانايوتيس باتشيس (بالإنجليزية: Panayotis Pachis)‏، يرى أن الكلمة تشير، على وجه الخصوص، إلى الكواكب التقليدية [الإنجليزية] في علم التنجيم الهلنستي [الإنجليزية]. ويبدو أنَّ الموضوعات الفلكية كانت ظاهرة في العديد من العبادات الأخرى في الإمبراطورية الرومانية، بما في ذلك العبادة السرانية المكرسة لميثرا. كتب باتشيس يقول: إنَّ الرموز الفلكية في عبادة إيزيس ربما ألمحت إلى الاعتقاد بأن إيزيس تحكم حركات النجوم وبالتالي مرور الوقت وترتيب الكون، وهي معتقدات يشير إليها لوسيوس عند الصلاة للإلهة.
رأى بعض العلماء أنَّ المعتقدات المصرية القديمة هي أحد المصادر المحتملة لفهم رمزية أسرار إيزيس. فقد أشار عالم المصريات والباحث الكلاسيكي جون غريفيث، الذي درس بشكل مستفيض الباب الحادي عشر من رواية الحمار الذهبي عام 1975، ورجح خلفيته المصرية المحتملة- أشار إلى أوجه الشبه بين ما تضمنته التربية الروحية الأولى في الحمار الذهبي ومعتقدات الآخرة المصرية، قائلاً إن المريد أخذ دور أوزوريس من خلال خضوعه لموت رمزي. وفي رأيه، تشير تصورات التربية الروحية إلى العالم السفلي المصري، دوات. وجادل غريفيث بأن الشمس في منتصف الليل، في رواية لوسيوس عن التربية الروحية، ربما تأثرت بتناقضات الضوء والظلام في شعائر الغموض الأخرى، لكنها مستمدة على نحو أساسي من تصوير العالم السفلي في النصوص الجنائزية المصرية القديمة. وفقا لهذه النصوص، يمر إله الشمس رع عبر العالم السفلي كل ليلة، ويتحد مع أوزوريس ليخرج متجددا، تماما كما تفعل الأرواح المتوفاة. ولكن العلماء الخمسة الذين كتبوا تعليقًا عام 2015 على الكتاب الحادي عشر من رواية الحمار الذهبي يحذرون من أن صور العالم السفلي والشمس يمكن أن تستند فقط إلى السوابق اليونانية والرومانية، وهم يشككون في تأكيد غريفيث أن لوسيوس يخضع لاتحاد صوفي مع أوزوريس.
يرى فالنتينو غاسباريني أن سياق الرواية يُظهر بوضوح كيف انتزع أوزوريس مكانة إيزيس بوصفها الكائن الأسمى ليحل هو محلها، فيكون محورًا لتفاني لوسيوس. ويتماشى ظهور وأهمية وبروز أوزوريس في الحمار الذهبي مع الأدلة الأخرى حول عبادة إيزيس في روما، مما يشير إلى أنها تبنت أفكارًا وصورًا من الديانة الجنائزية المصرية، وأعطت أهمية متزايدة لأوزوريس في أواخر القرن الأول وأوائل القرن الثاني الميلادي. أمَّا سيرابيس فلم تأتِ الرواية على ذكره، وهو الذي تتداخل هويته إلى حد كبير مع هوية أوزوريس، والذي كان يُعبد على نحو متكرر مع إيزيس، غير مرة واحدة، وذلك في وصف موكب المهرجان. وقد رأى المؤرخ خايمي ألفار أن النص يعامل سيرابيس وأوزوريس كشخصيتين مُتمايزتين، في حين أن مؤلفي تعليق 2015 رأوا أن أبوليوس لم يكن يقصد التمييز بين الاثنين بشكل جدِّي. وقد أشاروا إلى أن لوسيوس يشير إلى أوزوريس باستخدام النعوت التي غالبًا ما كانت تُعطى لسيرابيس. ويجادل غاسباريني بأن التحول في التركيز في الكتاب يعكس الاعتقاد بأن أوزوريس كان الكائن الأسمى، وأن إيزيس كانت وسيطا بينه وبين البشر. حيث عثر على هذا التفسير في مقال عن إيزيس وأوزوريس بقلم بلوتارخ، والذي يحلل أسطورة أوزوريس بناء على فلسفة بلوتارخ الأفلاطونية الوسطى، ويرى غاسباريني أن أبوليوس وافق ما ذهب إليه بلوتارخ ومن ثم شاركه الرأي. وقد رأى ستيفن هاريسون أن التحول المفاجئ في التركيز على أوزوريس بدلا من إيزيس هو نوع من أنواع عدم الرضا على التعظيم المبالغ فيه والتفاني الموجه لإيزيس.

### الولاء والالتزام بالعبادة

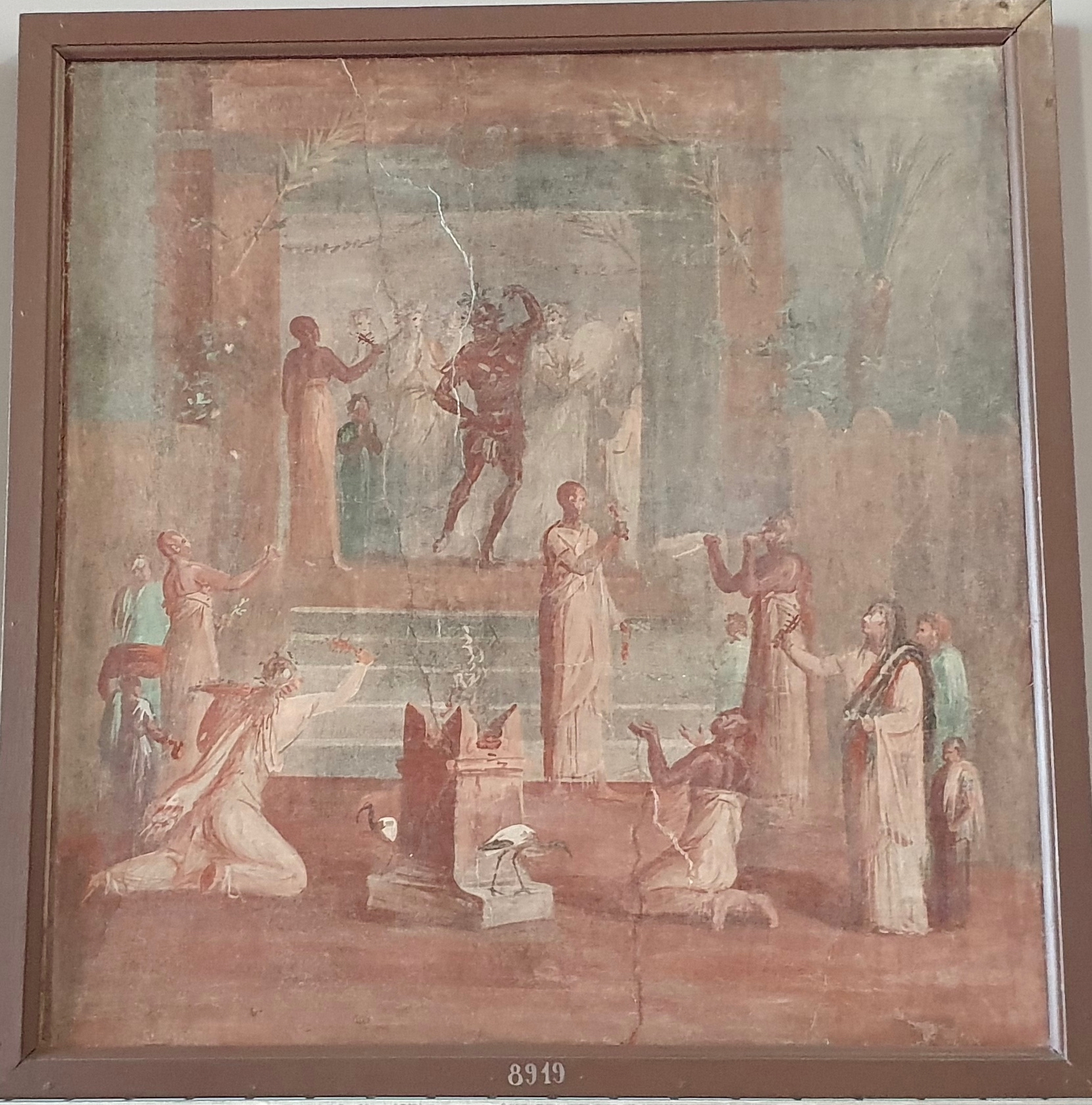
كهنة إيزيس يؤدون طقوسًا.

نظرًا لأنه لم تكن جميع نِحَل إيزيس المحلية تمتلك شعائرَ مستورة، فلم يكن جميع المُريدين قد خضعوا لتربية روحية. إذ تشير كلٌّ من قصة أبوليوس وبلوتارخ عن إيزيس وأوزوريس، اللتين تذكران باختصار التربية الروحية الإيزيسية، إلى أن شعائر التربية الروحية كانت تعتبر جزءًا من عملية أكبر للانضمام إلى العبادة وتكريس النفس للإلهة.
كانت معظم العبادات في العالم اليوناني الروماني تسمح لمُريديها أن يُقدسوا الآلهة الأخرى -أي لم تكن تفردية-، ولم تكن عبادة إيزيس بدعًا من هذه العبادات الأخرى. ولكن، ولتمييز أنفسهم عن بقية الجماعات الدينية، اتخذ مُريدو إيزيس اسمًا خاصًا بهم يُشير إلى انتمائهم لإيزيس، ويكشف عن مدى تفانيهم تجاهها. وهو يتشابه، إلى حد ما، مع تسمية "مسيحي" أو يهودي". والاسم هو " Isiacus" أو "Isiac"، أي الإيزيسيون للجماعة، وإيزيسي للفرد. وكان قلما يستخدمونه، ومستوى التفاني والالتزام الذي توحي به هذه التسمية يختلف حسب الظروف المحيطة بالأشخاص الذين كانوا يستخدمونها. ففي بعض الأحيان قد يكون التفاني كاملاً وملتزماً، وفي أحيان أخرى قد يكون غير ذلك. كما ترأس العديد من كهنة إيزيس طوائف أخرى أيضًا. وقد انضم العديد من الأشخاص في أواخر العصر الروماني، مثل الأرستقراطي فيتيوس أغوريوس برايتكستاتوس [الإنجليزية]، إلى عدة جماعات كهنوتية، وخضعوا لعدة تنشئات روحية مكرسة لآلهة مختلفة. إنَّ المراسم السرية لا تفرض على المشاركين التخلي عن ديانتهم أو هويتهم الدينية السابقة. بمعنى آخر، يمكن للأفراد الذين يشاركون في هذه المراسم الاحتفاظ بديانتهم الأصلية والاستمرار في ممارستها بجانب الممارسات الجديدة. وبموجب تعريف ضيق للمصطلح، فإن هذه العمليات لا يمكن أن تعتبر "تحولات دينية". وإن بعض هذه المراسم تنطوي على تغييرات صغيرة في الهوية الدينية للمشاركين. وهذا يعني أنهم قد يقومون بتغييرات بسيطة في معتقداتهم أو ممارساتهم الدينية. هذه التغييرات الصغيرة قد تشمل انضمامهم إلى جماعة دينية جديدة. أو يمكن أن تشمل تعزيز التزامهم بطائفة كانوا ينتمون إليها بالفعل، مما يجعلهم أكثر حماسًا والتزاماً بها. وفي هذا السياق، يمكن أن تُعتبر هذه التغييرات "تحويلات" بمعنى أوسع. تُشير الكثير من المصادر القديمة، سواء كانت مؤلفةً من قبل المخلصين لإيزيس أنفسهم، أو من المراقبين الخارجيين، إلى أن العديد من أتباع إيزيس اعتبروها محور حياتهم، وأن الشعائر الخاصة بالعبادة أكدت النقاء الأخلاقي وإنكار الذات، وكذلك التصريحات العلنية أو الإشهار بالولاء للإلهة. لذلك كان الانضمام إلى عبادة إيزيس يعني أن هُناك تغييرًا أكثر قوة وتأثيرًا يقع على هوية الفرد مقارنة بما يحدث عند انضمامه إلى بعض العبادات الأخرى مثل عبادة ديونيسوس. إنَّ الوصف في رواية "الحمار الذهبي" يرى بأن تلقي التربية الروحية قد يمكن تصنيفه على أنه تحوّل صوفي، مميز بتجارب رؤيوية وعواطف مكثفة وتغيير مثير للانتباه في سلوك المُلقَّن، في حين تشير الأدلة المتعلقة بالميثرائية إلى أن عملية الانضمام إليها كانت أقل صوفية وأكثر فكرية.
لا توفر رواية الحمار الذهبي أي معلومات أو تفاصيل حول الطريقة التي يمكن أن تؤثر بها التربية الروحية على مكانة الفرد داخل الشعائر الدينية، أو على رتبته أو مكانته ضمن الطائفة الدينية. بعد أن تلقى لوسيوس تربية روحية ثالثة، أصبح باستوفوروس "pastophoros"، عضوًا في فئة معينة من الكهنة. وهذا يُشير إلى أنه إذا كان الذي يتلقى تربية روحية ثالثة يصبح باستوفوروس، فمن الممكن أن يكون الأعضاء قد ارتقوا في التسلسل الهرمي للعبادة من خلال المرور بسلسلة من الاستهلالات. ويشير أبوليوس إلى المبتدئين والكهنة كمجموعات منفصلة داخل العبادة. يمكن أن يكون الانضمام إلى الشعائر شرطًا أساسيًا ليصبح المؤمن كاهنًا، لكن ذلك لا يعني بالضرورة أنه سيصبح كاهنًا تلقائيًا.

### الارتباط بحياة ما بعد الموت
أشارَت بعض الأدلة الجُزئيَّة إلى أنَّ أسرار إيزيس مُرتبطة، من حيثية ما، بالخلاص من الشقاء، وبالأمان في حياة ما بعد الموت، أي تضمن للمُريد الأمن والأمان هُناك. شمل التصور اليوناني بخصوص حياة ما بعد الموت الحقول الإليزية الفردوسية، وطور الفلاسفة أفكارًا حول خلود النفس، لكن الإغريق والرومان أعربوا عن عدم اليقين بشأن ما سيحدث لهم بعد الموت. في كل من الديانات التقليدية اليونانية والرومانية، لم يُعتقد أن هناك إلهًا يضمن حياة بعدية مُرضية لعباده أو عبادها. وقد تكون آلهة بعض العبادات الباطنية استثناءً، لكن الأدلة حول معتقدات تلك العبادات بخصوص حياة ما بعد الموت مبهمة. تقدم رواية أبوليوس، إذا كانت دقيقة وصحيحة، دليلا قويًا على معتقدات حياة ما بعد الموت الخاصة بالنحلة الإيزيسية أقوى مما هو متاح للعبادات الأخرى. يقول الكتاب إن حاكمية إيزيس على القدر، والتي أشار إليها أتباعها اليونانيون والرومان كثيرًا، تمنحها التحكم والسيطرة على الحياة والموت. وفقًا للكاهن الذي لقَّن لوسيوس، أنَّ أتباع إيزيس الذين أنهوا فترة الحياة المقررة لهم، وكانوا يقفون بالفعل على أعتاب نهاية النور (عتبة بين الحياة والموت، أو التي تُشرف على الموت)، وفقط إذا كان من الممكن الوثوق بهم بأن يحفظوا الأسرار العظيمة غير المعلنة للعبادة، أن تجذبهم الإلهة بقوتها، ويُولدوا ثانية بمعية عنايتها الإلهية، وتضعهم في تيار الحياة الجديد والمُتجدد تحت عنايتها، أي ليُصنعوا على عينها. وفي فقرة آخر، تقول إيزيس نفسها أنه عندما يموت لوسيوس سيكون قادرًا على رؤيتها مشرقة في ظلام العالم السفلي وسيعبدها هناك.
يرى بعضُ المُتخصصين - بعين الشك يرون- بأنَّ عقيدة حياة ما بعد الموت لم تكن محورية في النحلة الإيزيسية. إذ يقول المؤرخ رامزي ماكمولين أنه عندما تدعو الشخصيات في رواية الحمار الذهبي لوسيوس باسم "المُجدد روحيًا، أو مَن ولد من جديد"، فإنها تشير إلى حياته الجديدة كعبدٍ مُخلصٍ، ولا تسميه أبدًا "مَن أُحيي للأبد" (باللاتينية: renatus in aeternam)، والتي تشير إلى الحياة الآخرة. ويقول الكلاسيكيون ماري بيرد وجون نورث وسيمون برايس إن الحمار الذهبي تُظهر أن "عبادة إيزيس كانت تتضمن تلميحات مُبهمة وغامضة بخصوص الحياة والموت، ولكن مع ذلك يُركَّز بشكل أكبر على تمديد فترة الحياة الفعلية للمريد أكثر من الحياة الآخرة - والتي تُصوَّر بعبارات غير متمايزة إلى حد ما".
تقدم بعض النقوش الجنائزية دليلاً على معتقدات الإيزيسيين بخصوص الحياة الآخرة خارج أعمال أبوليوس. وتظهر هذه النقوش أن بعض أتباع إيزيس اعتقدوا أنها سترشدهم إلى حياة أفضل بعد الموت، لكنها تشير أيضًا إلى أن عبادة إيزيس لم يكن لديها صورة ثابتة عن الحياة الآخرة، وأن أعضاءها اعتمدوا على السوابق اليونانية والمصرية لتصورها. وتتحدث بعض النقوش عن أن المريدين سيستفيدون من مياه أوزوريس المفعمة بالحياة، بينما يشير بعضها الآخر إلى جزر السعادة أو المُباركين في التراث اليوناني. ولم يشر أي منها بشكل محدد إلى الشعائر السرانية، بيد أن نقش مينيكيت يؤكد أنه قد حلت عليه البركة جزئيًا بسبب عمله في جلب أثاث عبارة عن أسرة شعائريَّة. وربما لم يكن الانتساب ضروريًا للحصول على مباركة إيزيس.
اعتقد المصريون القدماء أن أوزوريس استمر بالحياة في دوات بعد موته، وذلك بفضل معونة إيزيس على نحو ما، وبهذا فقد اعتقدوا أنَّهم بعد وفاتهم سيمُكن إحياؤهُم بمعونة آلهة أخرى، بالإضافة إلى إيزيس. ربما انتقلت هذه المعتقدات إلى عبادة إيزيس اليونانية الرومانية، على الرغم من أن أسطورة موت أوزوريس نادرًا ما يُشار إليها في عبادة إيزيس اليونانية الرومانية، وربما لم تؤدي دورًا رئيسيًا في نظام معتقداتها، حتى لو كانت الاتحاد الليلي لأوزوريس ورع فعل ذلك.(ج) إذا كانت الرمزية في تكريس لوسيوس الأول إشارة إلى الشمس في العالم السفلي المصري، فإن ذلك يشير إلى أنها تتضمن معتقدات أوزوريس عن الحياة الآخرة، على الرغم من عدم ذكر أوزوريس في وصف الشعائر. وكما قال الكلاسيكي روبرت توركان، عندما يُكشَف عن لوسيوس للجمهور بعد تكريسه، فإنه "يكرَّم تقريبًا مثل أوزوريس الجديد، الذي أُنقذ وجُدِد من خلال قوى إيزيس الإلهية". والنخيل التي تشع من رأسه كانت علامة انتصار الشمس على الموت.

## التأثير على التقاليد الأخرى

### التأثير المحتمل على المسيحية
استمرت أسرار إيزيس، مثل أسرار الآلهة الأخرى، حتى أواخر القرن الرابع الميلادي. وقرب نهاية القرن، فرض الأباطرة المسيحيون قيودًا متزايدة على ممارسة الديانات غير المسيحية. وقد اختفت العبادات السرانيَّة قرب بداية القرن الخامس. ولعدة قرون قبل انقراضهم تواجدوا جنبًا إلى جنب مع المسيحية، وكانت بعض عناصر شعائرهم التلقينية تشبه المعتقدات والممارسات المسيحية. ونتيجة لذلك، فقد أثير في كثير من الأحيان احتمال أن المسيحية تأثرت بشكل مباشر بالملل/العبادات الباطنية والسرانية. والأدلة حول التفاعلات بين المسيحية وهذه العبادات ضعيفة، مما يصعب إيجاد حل لهذا الموضوع.
تتمحور معظم التقاليد الدينية في العالم اليوناني-الروماني حول مدينة معينة أو مجموعة عرقية معينة، ولم تتطلب التفاني الشخصي، بل كانت تعتمد على الشعائر العامة. في المقابل، كانت عبادة إيزيس، مثل المسيحية وبعض الطوائف السرية الأخرى، تتكون من أشخاص انضموا طواعيةً بدافع التزامهم الشخصي بإلهة يعتبرها الكثير منهم أسمى من جميع الآلهة الأخرى. علاوة على ذلك، إذا كان يُعتقد أن المبادرين في عبادة إيزيس يستفيدون في الحياة الآخرة من موت أوزوريس وقيامته، فإن هذا الاعتقاد سيكون موازياً للاعتقاد المسيحي بأن صلب وقيامة يسوع تجعل الخلاص متاحاً لأولئك الذين يصبحون مسيحيين.
بعض العلماء قارنوا بشكل محدد بين المعمودية والتلقين في عبادة إيزيس. قبل أوائل القرن الرابع الميلادي، كانت المعمودية تتوج عملية طويلة، تبدأ بصوم الشخص المتحول إلى المسيحية لمدة أربعين يوماً في فترة الصوم الكبير قبل أن يُغطس في عيد الفصح في خزان أرضي، أو في مسطح مائي طبيعي. لذا، مثل أسرار عبادة إيزيس، كانت المعمودية المسيحية المبكرة تتضمن صياماً يستمر لعدة أيام وشعيرة للغسل. وكان الصيام والغسل نوعين شائعين من الطهارة الشعائرية الموجودة في أديان البحر المتوسط، وكانت المعمودية المسيحية مستمدة تحديداً من معمودية يسوع وشعائر الغمر اليهودية. لذلك، وفقاً لهيو بودن (بالإنجليزية: Hugh Bowden)‏، من المحتمل أن تكون هذه التشابهات ناتجة عن الخلفية الدينية المشتركة بين المسيحية وعبادة إيزيس، وليس من تأثير تقليد واحد على الآخر.
وبالمثل، جرت مقارنة الوجبات المقدسة التي يتقاسمها المبتدئون في العديد من الطوائف السرية مع شعيرة التناول المسيحي. وعلى سبيل المثال، وصف الكلاسيكي ر. إي. ويت الوليمة التي اختتمت تلقين عبادة إيزيس بأنها "القربان الوثني لإيزيس وسارابيس". كانت الولائم التي يتناول فيها العبّاد الطعام الذي ضُحَّى به (تقريبه) للإله ممارسة شبه عالمية في أديان البحر المتوسط، ولا تثبت وجود صلة مباشرة بين المسيحية وأسرار عبادة إيزيس. إنَّ أكثر سمة مميزة لشعيرة التناول المسيحي - الاعتقاد بأن الإله نفسه كان ضحية القربان- لم تكن موجودة في عبادة إيزيس، أو في أي من الطوائف السرية الأخرى.
يشك بودن في أن معتقدات الحياة الآخرة كانت جانبًا مهمًا من الطوائف السرية، ولذا فهو يعتقد أن تشابهها مع المسيحية كان ضئيلًا. وعلى النقيض، يجادل جايمي ألفار بأن أسرار عبادة إيزيس، إلى جانب عبادة ميثرا وسيبيل أو كوبيلي، تضمنت معتقدات حول الخلاص والحياة الآخرة تشبه تلك الموجودة في المسيحية. ومع ذلك، لم تصبح هذه الطوائف متشابهة من خلال الاقتراض المباشر من بعضها البعض، بل من خلال التكيف بطرق متشابهة مع البيئة الدينية اليونانية-الرومانية. يقول ألفار: "كل طائفة وجدت المواد التي تحتاجها في مستودع الأفكار السائدة. فأخذت كل واحدة ما تحتاجه وكيّفَت هذه العناصر وفقاً لاتجاهها وتصميمها العام."

### التأثير في العصر الحديث
إنَّ الأفكار الرئيسية المأخوذة من وصف أبوليوس للتلقين الإيزيسي قد كررت وأعيدت صياغتها في الخيال والأنظمة العقدية الباطنية في العصر الحديث، وتشكل جزءاً هاماً من الإدراك الغربي للديانة المصرية القديمة. يفترض الناس الذين يعيدون استخدام هذه الأفكار غالبًا أن شعائر الأسرار كانت تُمارس في مصر قبل العصور الهيلينستية بفترة طويلة.
ومن الأمثلة المؤثر هو رواية "حياة سيثوس [الإنجليزية]" التي نشرها القس الفرنسي والكلاسيكي جان تيراسون [الإنجليزية] في عام 1731. ادعى تيراسون أنه ترجم هذا الكتاب من عمل يوناني قديم من الخيال استنادًا إلى أحداث حقيقية. في الواقع، كانت الرواية ابتكارًا خاصًا به، مستوحى من مصادر يونانية قديمة افترضت أن الفلاسفة اليونانيين اشتقوا حكمتهم من مصر. في روايته، يدير كهنة مصر نظام تعليميًا متطور مثل الجامعة الأوروبية. ولكي ينضم إلى صفوفهم، يخضع بطل الرواية، سيثوس، لتلقين ترأسه إيزيس، ويحدث ذلك في الغرف الخفية تحت هرم الجيزة الكبير. استنادًا إلى تصريح لوسيوس في "الحمار الذهبي" بأنه أُعيدَ "محمولًا عبر العناصر كلهم" في أثناء تلقينه، يصف تيراسون التلقين كسلسلة معقدة من الاختبارات بناءً على العناصر الكلاسيكية: الركض فوق أعمدة معدنية ساخنة للنار، والسباحة في قناة للماء، والتأرجح في الهواء فوق حفرة.
اشتمل العمل المُسمى "التفويض الإلهي لموسى" (بالإنجليزية: The Divine Legation of Moses)‏، وهو دراسة لللاهوتي الأنغليكاني ويليام واربرتون (بالإنجليزية: William Warburton)‏ نُشرت بين عامي 1738 و1741- تحليلاً للشعائر السرية القديمة استناداً إلى عمل "سيثوس" كمصدر أساسي للأدلة فيه. وفي افتراضه أن جميع شعائر الأسرار مستمدة من مصر، اقترح واربرتون أن الوجه العام للديانة المصرية كان تعدديًّا، ولكن الطقوس المصرية كانت مصممة للكشف عن "حقيقة توحيدية عميقة" للصفوة المُنشَّأة روحيًّا. وأحد هؤلاء الصفوة كان النبي موسى، حيث تعلم نظام عقائد الصفوة/النخبة هذا خلال نشأته وتربيته المصرية فطور اليهودية ليكشف عن التوحيد للأمة الإسرائيلية بأكملها.

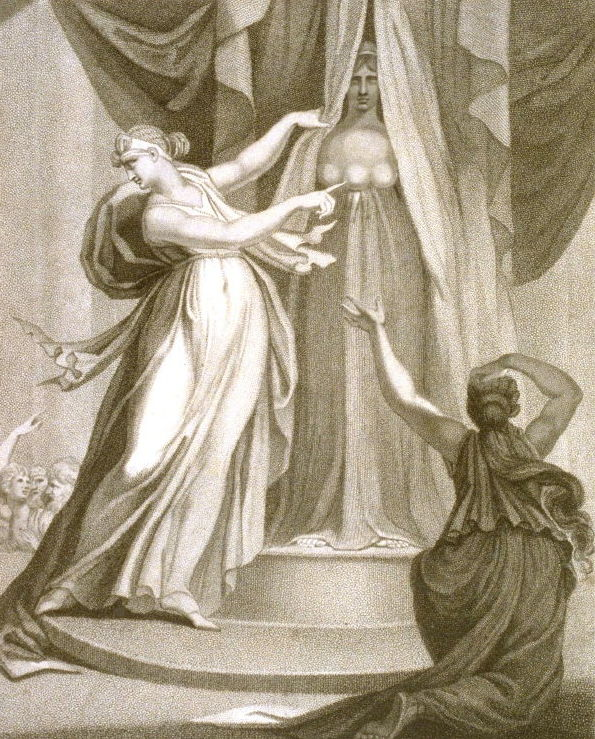
الكشف عن تمثال إيزيس باعتباره تجسيدًا للطبيعة، والذي صوِّر على أنه لحظة الذروة بالنسبة للمُلقنين، في نقش عام 1803 لهنري فوسيلي.

طوّر الماسونيون العديد من الأساطير ذات التاريخية الزائفة التي تُرجع تاريخهم، وتصله بالعصور القديمة. وكانت مصر من بين الحضارات التي زعم الماسونيون أنها أثرت في تقاليدهم. بعد نشر رواية "سيثوس"، طورت العديد من المحافل الماسونية شعائر مستندة إلى تلك الموجودة في الرواية. في أواخر القرن الثامن عشر، استمر كتّاب الماسونية في افتراض أن "سيثوس" كان قصة قديمة، واستخدموا التشابه بين شعائرهم وشعائر تنشئة سيثوس كدليل على الأصل القديم المزعوم للماسونية. أعادت العديد من الأعمال الأدبية من تسعينيات القرن الثامن عشر إلى عشرينيات القرن التاسع عشر استخدام وتعديل السمات المميزة لتنشئة سيثوس المصري: تجارب بالعناصر الثلاثة أو الأربعة، وغالبًا ما كانت تجري تحت الأهرام. أشهر هذه الأعمال هي أوبرا "الناي السحري" عام 1791 من تأليف فولفغانغ أماديوس موزارت وإيمانويل شيكانيدير، حيث يمر البطل تامينو بسلسلة من التجارب التي يشرف عليها كهنة يستدعون إيزيس وأوزوريس.
اعتمد كارل ليونهارد راينهولد، وهو فيلسوف وماسوني كتب في الثمانينيات من القرن الثامن عشر، على وأعاد صياغة ادعاءات واربورتون في محاولة للتوفيق بين قصة الأصل التقليدية للماسونية، التي ترجع الماسونية إلى إسرائيل القديمة، وحماستها للرموز المصرية. زعم أن الجملة "أنا هو الذي هو"، التي تحدث بها الإله اليهودي في سفر الخروج، لها معنى وحدة الوجود (البانثيستية). وقارنها بنقش مصري على تمثال إيزيس المحجوب سجله الكاتبان الرومانيان بلوتارخ وبروكلوس، والذي قال: "أنا كل ما كان، وما يكون، وما سيكون"، وجادل بأن إيزيس كانت تجسيداً للطبيعة. وفقاً لراينهولد، كان هذا النظام الاعتقادي البانثيستي (الواحدي) ما علمه موسى للإسرائيليين، بحيث أن إيزيس والتصور اليهودي والمسيحي عن الله يشتركان في أصل مشترك.
عامَل آخرون إيزيس البانثيستية (الواحدية) على أنها متفوقة على المسيحية. في عام 1790، كتب الشاعر فريدريش شيلر مقالًا استنادًا إلى أعمال راينهولد، حيث تعامل مع شعائر الأسرار كلقاء مع القوة المهيبة للطبيعة. جادل بأن شعب موسى لم يكن مستعدًا لفهم مثل هذا التصور عن الألوهية، وبالتالي كان التصور اليهودي والمسيحي عن الله نسخة مُخففة من الحقيقة صُممت للاستهلاك العام. خلال القرن الثامن عشر، اُستخدمت إيزيس المُنقَّبة أو المحجوبة كرمز للعلم الحديث الذي يأمل كشف أسرار الطبيعة. في أعقاب اجتثاث المسيحية من فرنسا خلال الثورة الفرنسية، اُعتبرت إيزيس رمزًا للمعارضة ضد رجال الدين والمسيحية بشكل عام، حيث مثّلت كل من المعرفة العلمية والحكمة الغامضة لشعائر الأسرار، والتي قدمت بديلًا للمسيحية التقليدية.
تخلى العلماء عن مفهوم الأسرار المصرية في أوائل القرن التاسع عشر، حيث أدى ظهور علم المصريات إلى تقويض الافتراضات القديمة حول المجتمع المصري القديم، لكن هذا المفهوم استمر بين الماسونيين والمشتغلين بالعلوم الباطنية. العديد من المنظمات الباطنية التي ظهرت في أواخر القرن التاسع عشر وأوائل القرن العشرين، مثل الجمعية الثيوصوفية والنظام القديم والصوفي للصليب الوردي، كررت الاعتقاد بأن المصريين خضعوا لشعائر تنصيب/تنشئة داخل الأهرام، وأن الفلاسفة اليونانيين كانوا مبتدئين تعلموا الحكمة السرية لمصر. كتب المؤلفون المتأثرون بالثيوصوفيا، مثل روبين سوينبورن كليمر في كتابه "لغز أوزيريس" (1909) ومانلي بالمر هول في كتابه "الماسونية للمصريين القدماء" (1937)، عن تقليد غامض مصري قديم. ومثال مفصل على مثل هذه المعتقدات هو كتاب "الإرث المسروق" لجورج ج. م. جيمس الصادر عام 1954. يزعم الكتاب أن الفلسفة اليونانية بُنيت على المعرفة المأخوذة من مدرسة المصريين القدماء للمُدخلين، وكان له تأثير في حركة المركزية الإفريقية، التي تؤكد أن الحضارة المصرية القديمة كانت أكثر تطورًا وأكثر ارتباطًا بالحضارات الإفريقية الأخرى؛ مما يعتقده العلماء التقليديون. تصور جيمس مدرسة الأسرار الغامضة بطرق تذكّر بالماسونية، واعتقد أنها كانت منظمة ضخمة لها فروع في عدة قارات، بما في ذلك الأمريكتان، بحيث أن النظام المزعوم للأسرار المصرية امتد عبر العالم.

## الهوامش
أ. هيروفاثس ἱεροφάντης أو هَايروفَنْت (بالإنجليزية: Hierophant)‏ هو كاهن إغريقي قديم الذي يُفسِّر أو يُؤوِّلُ أو يشرح الأسرار الدينية، وهو مَن يُعلم أو يُلقِّن شعائر القرابين والعبادة أو هو مَن يُري الأمور المُقدَّسة.
ب. ميگيل جون ڤيرسلويس (بالإنجليزية: Miguel John Versluys)‏ هو أستاذ علم الآثار الكلاسيكية والمتوسطية في جامعة لايدن.
ث. عبادة إله معين، مثل إيزيس، ضمن الديانة المصرية القديمة تُسمى "عبادة" (بالإنجليزية: cult)‏. ينطبق الأمر نفسه غالبًا على عبادة الآلهة الفردية في الديانة اليونانية أو الرومانية. أحيانًا يُشار إلى تكريم إيزيس، أو بعض الآلهة الأخرى التي أُدخلت إلى العالم اليوناني الروماني، بـ"ديانات" لأنها كانت أكثر تميزًا عن الثقافة المحيطة بها مقارنةً بعبادات الآلهة اليونانية أو الرومانية. لم تشكل هذه العبادات نوع المجتمعات المستقلة ذات الرؤى العالمية المميزة كما فعلت الجماعات اليهودية والمسيحية في الإمبراطورية الرومانية. جادل كل من فرانسواز دوناند وخايمي ألفار بأن عبادة إيزيس يجب أن تُسمى "عبادة"، لأنها كانت جزءًا من الأنظمة الأوسع للدين اليوناني والروماني، وليس نظامًا مستقلاً وشاملاً للمعتقدات مثل اليهودية أو المسيحية.
ج. آلهة بعض العبادات السرية الأخرى، مثل ديونيسوس وأتيس، ماتت على ما يبدو وأعيد إحياؤها في الأساطير. جنبًا إلى جنب مع أوزوريس، كانت هذه الآلهة تُحلل سابقًا كأعضاء في فئة "الآلهة المائتة والناهضة" الذين كانت لديهم القدرة على التغلب على الموت. غالبًا ما افترض العلماء في أوائل القرن العشرين أن هذه العبادات كانت تؤمن بأن المُبتدئ سيموت ويولد من جديد مثل الإله الذي كرّسوا أنفسهم له. الآن يُعرف أن هذه الآلهة وأساطيرها تختلف عن بعضها البعض أكثر مما كان يُعتقد سابقًا، وقد يكون بعضها لم يُبعث إطلاقًا.

### فهرس المراجع
المنشورات
1. ↑  Bremmer 2014، pp.xi–xii.
2. ↑  Bowden 2010، pp.14–18, 23–24.
3. ↑  Burkert 1987، p.2.
4. ↑  Bowden 2010، pp.29–31.
5. ↑  Bremmer 2014، pp.5–16.
6. ↑  Bowden 2010، pp.105, 110–112.
7. ↑  Casadio & Johnston 2009، p.7.
8. 1 2 3 4 5  Burkert 1987، pp.40–41.
9. ↑  Quack 2002، pp.99–100, 108.
10. ↑  Bommas 2005، p.11.
11. ↑  Assmann 2005، pp.188, 191.
12. ↑  Assmann 2005، pp.201, 204–206.
13. ↑  DuQuesne 2002، pp.41–43.
14. ↑  Quack 2002، p.108.
15. ↑  Teeter 2011، p.56.
16. ↑  O'Rourke 2001، pp.408–409.
17. ↑  Teeter 2011، pp.58–60.
18. ↑  Bremmer 2014، pp.110–111.
19. 1 2  Burkert 2004، pp.87–88, 98.
20. ↑  Hornung 2001، p.1.
21. ↑  Hornung 2001، pp.19–23.
22. ↑  Tiradritti 2005، pp.214–217.
23. ↑  Brenk 2009، pp 219, 225–229.
24. ↑  Woolf 2014، pp.73–76.
25. ↑  Alvar 2008، p.6.
26. ↑  Alvar 2008، p.10.
27. ↑  Turcan 1996، pp.109–115.
28. ↑  Bowden 2010، pp.164–165.
29. 1 2 3  Bremmer 2014، p.113.
30. ↑  Versluys 2013، p.254.
31. ↑  Bremmer 2014، p.116.
32. ↑  Griffiths 1970، pp.390–391.
33. ↑  Veymiers 2020، p.131.
34. ↑  Alvar 2008، p.58–61, 187–188.
35. ↑  Alvar 2008، p.59.
36. ↑  Pakkanen 1996، pp.49–50, 80.
37. ↑  Bremmer 2014، pp.113–114.
38. ↑  Veymiers 2020، p.132.
39. 1 2  Pakkanen 1996، pp.79–82.
40. ↑  Burkert 1987، pp.15–17.
41. 1 2 3  Bremmer 2014، p.114.
42. ↑  Hornung 2001، p.67.
43. ↑  Venit 2010، p.90.
44. 1 2  Veymiers 2018، pp.2–3.
45. 1 2 3  Gasparini 2016، p.138.
46. ↑  Burkert 1987، p.107.
47. ↑  Veymiers 2020، pp.155–156, 160–161.
48. ↑  Walters 1988، pp.5–6, 56.
49. ↑  Venit 2010، pp.109–113.
50. ↑  Veymiers 2018، pp.49–50.
51. ↑  Adams 2013، p.60.
52. ↑  Burkert 1987، p.97.
53. ↑  Griffiths 1975، pp.71–93.
54. 1 2  Bowden 2010، pp.166–167.
55. ↑  Alvar 2008، pp.336–337.
56. ↑  Harrison 2002، p.255.
57. 1 2  Bowden 2010، pp.179–180.
58. ↑  Griffiths 1975، pp.3–6.
59. ↑  Alvar 2008، pp.342–343.
60. ↑  Hanson 1989، pp.333–335.
61. 1 2 3 4 5  Hanson 1989، pp.333–339.
62. ↑  Turcan 1996، p.119.
63. ↑  Bøgh 2015، p.278.
64. ↑  Bremmer 2014، pp.118–119.
65. ↑  Frankfurter 1998، pp.255–256.
66. ↑  Alvar 2008، pp.181–183.
67. ↑  Griffiths 1975، p.99.
68. ↑  Bremmer 2014، pp.119–120.
69. ↑  Griffiths 1975، pp.286–291.
70. ↑  Alvar 2008، pp.339–340.
71. ↑  Hanson 1989، p.341.
72. ↑  Venit 2010، pp.110–111.
73. ↑  Alvar 2008، pp.340–341.
74. ↑  Bremmer 2014، pp.121–124.
75. ↑  Griffiths 1975، pp.299–301.
76. ↑  Hanson 1989، pp.341–343.
77. ↑  Hanson 1989، pp.347–357.
78. ↑  Griffiths 1975، pp.341.
79. ↑  Hanson 1989، pp.357–359.
80. ↑  Burkert 1987، pp.69–74.
81. ↑  Bowden 2010، pp.44–46, 213–214.
82. ↑  Bowden 2010، pp.1, 216.
83. 1 2  Bremmer 2014، pp.123–124.
84. ↑  Bowden 2010، pp.21–22.
85. ↑  Keulen et al. 2015، pp.399–400.
86. ↑  Pachis 2012، pp.88–91.
87. ↑  Griffiths 1975، p.283.
88. ↑  Pachis 2012، pp.81–91.
89. ↑  Griffiths 1975، pp.296–297, 308.
90. ↑  Griffiths 1975، pp.303–306.
91. ↑  Keulen et al. 2015، pp.400–401.
92. 1 2  Gasparini 2011، pp.706–708.
93. 1 2  Brenk 2009، pp.217–218.
94. ↑  Alvar 2008، p.295.
95. ↑  Harrison 2002، p.253.
96. ↑  Bowden 2010، p.178.
97. ↑  Bøgh 2015، pp.278, 281–282.
98. ↑  Beard, North & Price 1998، pp.307–308.
99. ↑  Veymiers 2018، pp.8–9.
100. ↑  Burkert 1987، pp.46–50.
101. ↑  Bøgh 2015، pp.271–273.
102. ↑  Bøgh 2015، pp.278–283.
103. ↑  Burkert 1987، p.40.
104. ↑  Bowden 2010، pp.168, 177.
105. ↑  Alvar 2008، pp.343–344.
106. 1 2  Alvar 2008، pp.122–125, 133–134.
107. ↑  MacMullen 1981، pp.53–55.
108. ↑  Hanson 1989، p.335.
109. ↑  Hanson 1989، pp.303–305.
110. ↑  Alvar 2008، p.134.
111. ↑  MacMullen 1981، pp.53, 171.
112. ↑  Beard, North & Price 1998، p.290.
113. ↑  Gasparini 2016، pp.134–137.
114. ↑  Bommas 2005، p.29.
115. ↑  Griffiths 1975، pp.297–299.
116. ↑  Turcan 1996، p.121.
117. ↑  Bricault 2014، pp.327–329, 356–359.
118. ↑  Bowden 2010، pp.210–211.
119. ↑  Alvar 2008، p.13.
120. ↑  Alvar 2008، pp.392–393.
121. ↑  Beard, North & Price 1998، pp.245, 286–287.
122. ↑  Alvar 2008، pp.133–134, 399–401.
123. ↑  Bowden 2010، pp.208–210.
124. 1 2  Alvar 2008، pp.228–231, 414–415.
125. ↑  Witt 1997، p.164.
126. ↑  Bowden 2010، p.24.
127. ↑  Alvar 2008، pp.419–421.
128. ↑  Hornung 2001، pp.118, 195–196.
129. ↑  Lefkowitz 1997، pp.95–105.
130. ↑  Howe 1998، p.122.
131. ↑  Hornung 2001، p.118.
132. ↑  Lefkowitz 1997، pp.111–114.
133. ↑  Macpherson 2004، pp.239–243.
134. ↑  Macpherson 2004، pp.244–245.
135. ↑  Assmann 1997، pp.96–102.
136. ↑  Assmann 1997، pp.134–135.
137. ↑  Howe 1998، p.67.
138. ↑  Macpherson 2004، pp.245–246.
139. ↑  Lefkowitz 1997، pp.116–121.
140. ↑  Macpherson 2004، pp.235–236, 248–251.
141. ↑  Assmann 1997، pp.115–120, 124–125.
142. ↑  Assmann 1997، pp.126–128, 138–139.
143. ↑  Spieth 2007، pp.91, 109–110.
144. ↑  Lefkowitz 1997، pp.120–121.
145. 1 2  Macpherson 2004، p.251.
146. ↑  Hornung 2001، pp.112–114, 142–143.
147. 1 2  Lefkowitz 1997، pp.134–136.
148. ↑  Howe 1998، p.66.
149. ↑  Roth 2001، pp.29–30.
150. ↑  Teeter 2001، p.340.
151. 1 2  Alvar 2008، pp.2–4.
152. ↑  Burkert 1987، pp.51–53.
153. ↑  Dunand 2010، pp.40–41, 50–51.
154. ↑  Casadio & Johnston 2009، pp.11–15.
155. ↑  Alvar 2008، pp.33–35.

مواقع الويب
1. ↑  "hierophant | Search Online Etymology Dictionary". www.etymonline.com (بالإنجليزية). Archived from the original on 2022-01-31. Retrieved 2022-01-30.
2. ↑  "Miguel John Versluys". Leiden University (بالإنجليزية). Archived from the original on 2020-11-29. Retrieved 2022-03-07.

### ثبت المراجع
الكتب
الإنكليزية
- Adams, William Y. (2013). Qasr Ibrim: The Ballaña Phase (بالإنجليزية). Egypt Exploration Society. ISBN:978-0-85698-216-3.
- Alvar, Jaime (2008) [Spanish edition 2001]. Romanising Oriental Gods: Myth, Salvation, and Ethics in the Cults of Cybele, Isis, and Mithras (بالإنجليزية). Translated by Gordon, Richard. Brill. ISBN:978-90-04-13293-1.
- Assmann, Jan (1997). Moses the Egyptian: The Memory of Egypt in Western Monotheism (بالإنجليزية). Harvard University Press. ISBN:978-0-674-58738-0.
- Assmann, Jan (2005) [German edition 2001]. Death and Salvation in Ancient Egypt (بالإنجليزية). Translated by Lorton, David. Cornell University Press. ISBN:978-0-8014-4241-4.
- Beard, Mary; North, John; Price, Simon (1998). Religions of Rome, Volume I: A History (بالإنجليزية). Cambridge University Press. ISBN:978-0-521-31682-8.
- Bowden, Hugh (2010). Mystery Cults of the Ancient World (بالإنجليزية). Princeton University Press. ISBN:978-0-691-14638-6. Archived from the original on 2021-05-29.
- Bremmer, Jan N. (2014). Initiation into the Mysteries of the Ancient World (بالإنجليزية). Walter de Gruyter. DOI:10.1515/9783110299557. ISBN:978-3-11-029955-7. Archived from the original on 2023-02-10.
- Brenk, Frederick (2009). "'Great Royal Spouse Who Protects Her Brother Osiris': Isis in the Isaeum at Pompeii". In Casadio, Giovanni; Johnston, Patricia A. (eds.). Mystic Cults in Magna Graecia (بالإنجليزية). University of Texas Press. pp. 217–234. ISBN:978-0-292-71902-6.
- Bricault, Laurent (2014). "Gens isiaca et la identité polythéiste à Rome à la fin du IVe s. apr. J.-C." [Gens isiaca and the Polytheistic Identity in Rome at the End of the Fourth Century CE]. In Bricault, Laurent; Versluys, Miguel John (eds.). Power, Politics and the Cults of Isis: Proceedings of the Vth International Conference of Isis Studies, Boulogne-sur-Mer, October 13–15, 2011 (بالإنجليزية). Brill. pp. 326–359. ISBN:978-90-04-27718-2.
- Burkert, Walter (1987). Ancient Mystery Cults (بالإنجليزية). Harvard University Press. ISBN:978-0-674-03387-0.
- Burkert, Walter (2004). Babylon, Memphis, Persepolis: Eastern Contexts of Greek Culture (بالإنجليزية). Harvard University Press. ISBN:978-0-674-01489-3.
- Casadio, Giovanni; Johnston, Patricia A. (2009). "Introduction". In Casadio, Giovanni; Johnston, Patricia A. (eds.). Mystic Cults in Magna Graecia (بالإنجليزية). University of Texas Press. pp. 1–29. ISBN:978-0-292-71902-6.
- Dunand, Françoise (2010). "Culte d'Isis ou religion Isiaque?" [Cult of Isis or Isiac Religion?]. In Bricault, Laurent; Versluys, Miguel John (eds.). Isis on the Nile: Egyptian Gods in Hellenistic and Roman Egypt. Proceedings of the IVth International Conference of Isis Studies, Liège, November 27–29, 2008 (بالإنجليزية). Brill. pp. 39–54. ISBN:978-90-04-18882-2. Archived from the original on 2021-03-08.
- DuQuesne, Terence (2002). "'Effective in Heaven and on Earth': Interpreting Egyptian Religious Practice". In Assmann, Jan; Bommas, Martin (eds.). Ägyptische Mysterien? (بالإنجليزية). Wilhelm Fink Verlag. pp. 37–46. ISBN:978-3-7705-3650-4.
- Frankfurter, David (1998). Religion in Roman Egypt: Assimilation and Resistance (بالإنجليزية). Princeton University Press. ISBN:978-0-691-02685-5. Archived from the original on 2022-02-22.
- Gasparini, Valentino (2016). "'I will not be thirsty. My lips will not be dry': Individual Strategies of Re-constructing the Afterlife in the Isiac Cults". In Waldner, Katharina; Gordon, Richard; Spickermann, Wolfgang (eds.). Burial Rituals, Ideas of Afterlife, and the Individual in the Hellenistic World and the Roman Empire (بالإنجليزية). Franz Steiner Verlag. pp. 125–150. ISBN:978-3-515-11550-6.
- Griffiths, J. Gwyn, ed. (1970). Plutarch's De Iside et Osiride (بالإنجليزية). University of Wales Press. ISBN:978-0-900768-48-4.
- Griffiths, J. Gwyn, ed. (1975). Apuleius, the Isis-book (Metamorphoses, book XI) (بالإنجليزية). Brill. ISBN:978-90-04-04270-4.
- Hanson, J. Arthur, ed. (1989). Metamorphoses (The Golden Ass), Volume II: Books 7–11 (بالإنجليزية). Harvard University Press. ISBN:978-0-674-99498-0. Archived from the original on 2021-09-13.
- Hornung, Erik (2001). The Secret Lore of Egypt: Its Impact on the West (بالإنجليزية). Translated by Lorton, David. Cornell University Press. ISBN:978-0-8014-3847-9. Archived from the original on 2022-01-27.
- Keulen, Wytse Hette; Tilg, Stefan; Nicolini, Lara; Graverini, Luca; Harrison, Stephen, eds. (2015). Apuleius Madaurensis Metamorphoses, Book XI: The Isis Book (بالإنجليزية). Brill. ISBN:978-90-04-26920-0.
- Lefkowitz, Mary (1997). Not Out of Africa: How Afrocentrism Became an Excuse to Teach Myth as History (بالإنجليزية). Basic Books. ISBN:978-0-465-09838-5. Archived from the original on 2021-05-29.
- MacMullen, Ramsay (1981). Paganism in the Roman Empire (بالإنجليزية). Yale University Press. ISBN:978-0-300-02984-0. Archived from the original on 2021-05-29.
- O'Rourke, Paul F. (2001). "Drama". In Redford, Donald B. (ed.). The Oxford Encyclopedia of Ancient Egypt (بالإنجليزية). Oxford University Press. Vol. 1. pp. 407–410. ISBN:978-0-19-510234-5.
- Pakkanen, Petra (1996). Interpreting Early Hellenistic Religion: A Study Based on the Mystery Cult of Demeter and the Cult of Isis (بالإنجليزية). Foundation of the Finnish Institute at Athens. ISBN:978-951-95295-4-7.
- Quack, Joachim Friedrich (2002). "Königsweihe, Priesterweihe, Isisweihe" [Royal Ordination, Priestly Ordination, Isis Ordination]. In Assmann, Jan; Bommas, Martin (eds.). Ägyptische Mysterien? (بالإنجليزية). Wilhelm Fink Verlag. pp. 95–108. ISBN:978-3-7705-3650-4.
- Roth, Ann Macy (2001). "Afrocentrism". In Redford, Donald B. (ed.). The Oxford Encyclopedia of Ancient Egypt (بالإنجليزية). Oxford University Press. Vol. 1. pp. 29–32. ISBN:978-0-19-510234-5.
- Spieth, Darius A. (2007). Napoleon's Sorcerers: The Sophisians (بالإنجليزية). University of Delaware Press. ISBN:978-0-87413-957-0.
- Teeter, Emily (2001). "Cults: Divine Cults". In Redford, Donald B. (ed.). The Oxford Encyclopedia of Ancient Egypt (بالإنجليزية). Oxford University Press. Vol. 1. pp. 340–345. ISBN:978-0-19-510234-5.
- Teeter, Emily (2011). Religion and Ritual in Ancient Egypt (بالإنجليزية). Cambridge University Press. ISBN:978-0-521-61300-2. Archived from the original on 2021-05-29.
- Tiradritti, Francesco (2005). "The Return of Isis in Egypt: Remarks on some statues of Isis and on the diffusion of her cult in the Greco-Roman World". In Hoffmann, Adolf (ed.). Ägyptische Kulte und ihre Heiligtümer im Osten des Römischen Reiches. Internationales Kolloquium 5./6. September 2003 in Bergama (Türkei) [Egyptian Cults and Their Sanctuaries in the East of the Roman Empire. International Colloquium 5–6 September 2003 in Bergama (Turkey)] (بالإنجليزية). Ege Yayınları. pp. 209–225. ISBN:978-975-8071-05-0.
- Turcan, Robert (1996) [French edition 1989]. The Cults of the Roman Empire (بالإنجليزية). Translated by Nevill, Antonia. Blackwell. ISBN:978-0-631-20046-8. Archived from the original on 2021-03-08.
- Venit, Marjorie S. (2010). "Referencing Isis in Tombs of Graeco-Roman Egypt: Tradition and Innovation". In Bricault, Laurent; Versluys, Miguel John (eds.). Isis on the Nile: Egyptian Gods in Hellenistic and Roman Egypt. Proceedings of the IVth International Conference of Isis Studies, Liège, November 27–29, 2008 (بالإنجليزية). Brill. pp. 89–119. ISBN:978-90-04-18882-2. Archived from the original on 2021-03-08.
- Versluys, Miguel John (2013). "Orientalising Roman Gods". In Bricault, Laurent; Bonnet, Corinne (eds.). Panthée: Religious Transformations in the Roman Empire (بالإنجليزية). Brill. pp. 235–259. ISBN:978-90-04-25690-3.
- Veymiers, Richard (2018). "Agents, Images, Practices". In Gasparini, Valentino; Veymiers, Richard (eds.). Individuals and Materials in the Greco-Roman Cults of Isis: Agents, Images, and Practices. Proceedings of the VIth International Conference of Isis Studies (Erfurt, May 6–8, 2013 – Liège, September 23–24, 2013) (بالإنجليزية). Brill. pp. 1–58. ISBN:978-90-04-38134-6.
- Walters, Elizabeth J. (1988). Attic Grave Reliefs that Represent Women in the Dress of Isis (بالإنجليزية). American School of Classical Studies at Athens. ISBN:978-90-04-06331-0.
- Witt, R. E. (1997) [Reprint of Isis in the Graeco-Roman World, 1971]. Isis in the Ancient World (بالإنجليزية). Johns Hopkins University Press. ISBN:978-0-8018-5642-6.
- Woolf, Greg (2014). "Isis and the Evolution of Religions". In Bricault, Laurent; Versluys, Miguel John (eds.). Power, Politics and the Cults of Isis. Proceedings of the Vth International Conference of Isis Studies, Boulogne-sur-Mer, October 13–15, 2011 (بالإنجليزية). Brill. pp. 62–92. ISBN:978-90-04-27718-2.

الألمانية
- Bommas, Martin (2005). Heiligtum und Mysterium: Griechenland und seine ägyptischen Gottheiten [Sanctuary and Mystery: Greece and its Egyptian Deities] (بالألمانية). Philipp von Zabern. ISBN:978-3-8053-3442-6.

الفرنسية
- Veymiers, Richard (2020). "Les mystères isiaques et leurs expressions figurées. Des exégèses modernes aux allusions antiques" [Isiac Mysteries and Their Figurative Expressions: From Modern Exegesis to Ancient Allusions]. In Belayche, Nicole; Massa, Francesco (eds.). Mystery Cults in Visual Representation in Graeco-Roman Antiquity (بالفرنسية). Brill. pp. 123–168. ISBN:978-90-04-44014-2.

الدوريات المُحكَّمة
- Bøgh, Birgitte (2015). "Beyond Nock: From Adhesion to Conversion in the Mystery Cults". History of Religions (بالإنجليزية). 54 (3): 260–287. DOI:10.1086/678994. JSTOR:10.1086/678994. S2CID:161128887.
- Gasparini, Valentino (2011). "Isis and Osiris: Demonology vs. Henotheism?". Numen (بالإنجليزية). 58 (5/6): 697–728. DOI:10.1163/156852711X593304. JSTOR:23046225.
- Harrison, Stephen (2002). "Apuleius, Aelius Aristides and Religious Autobiography". Ancient Narrative (بالإنجليزية). 1: 245–259. Archived from the original on 2023-02-10.
- Macpherson, Jay (2004). "The Travels of Sethos". Lumen: Selected Proceedings from the Canadian Society for Eighteenth-Century Studies (بالإنجليزية). 23: 235–254. DOI:10.7202/1012197ar.
- Pachis, Panayotis (2012). "Induction into the Mystery of 'Star Talk': The Case of the Isis-Cult During the Graeco-Roman Age" (PDF). Pantheon: Journal for the Study of Religions (بالإنجليزية). 7 (1): 79–118. Archived from the original (PDF) on 2022-10-12.

## وصلات خارجية
- رواية لوسيوس أبوليوس: الحمار الذهبي، الكتاب الحادي عشر (باللغة الإنجليزية)، ترجمة: أي. أس. كلاين
- الحمار الذهبي، أوَّل رواية في تاريخ الإنسانية (باللغة العربية)، ترجمة: د. أبو العيد دودو.